# Sanctuaire Notre-Dame-de-Guadalupe de Mexico
Pour les articles homonymes, voir sanctuaire Notre-Dame-de-Guadalupe.
Le sanctuaire marial Notre-Dame-de-Guadalupe est un sanctuaire national de l'Église catholique consacré à la Vierge de Guadalupe, situé dans le secteur Gustavo A. Madero à Mexico au Mexique, sur la colline de Tepeyac réputée être le lieu des apparitions mariales de 1531.
Dans le sanctuaire, la basilique Notre-Dame-de-Guadalupe expose la tunique de Juan Diego Cuauhtlatoatzin où se serait imprimée l'image de la Vierge Marie, à la suite de son apparition. Depuis 1531, plusieurs chapelles et églises, de plus en plus grandes, ont été construites pour accueillir les fidèles venant en pèlerinage. Les plus importantes sont les deux dernières construites à cet effet : la « grande église baroque » connue sous les noms de Vieille Basilique et de Temple expiatoire du Christ-Roi, construite en 1709 et qui a subi plusieurs phases de réparations-restaurations, et la basilique actuelle qui a été construite en 1976, en remplacement de la précédente.
Plusieurs papes se sont rendus sur place pour des célébrations particulières donnant lieu à des grands rassemblements de plusieurs millions de fidèles.
Aujourd'hui, près de 20 millions de pèlerins se rendent tous les ans à la basilique Notre-Dame-de-Guadalupe (dont près de la moitié les jours précédant le 12 décembre, fête de la Vierge de Guadalupe), ce qui en fait le lieu de pèlerinage catholique le plus visité après la cité du Vatican.

## Historique

### Premières chapelles

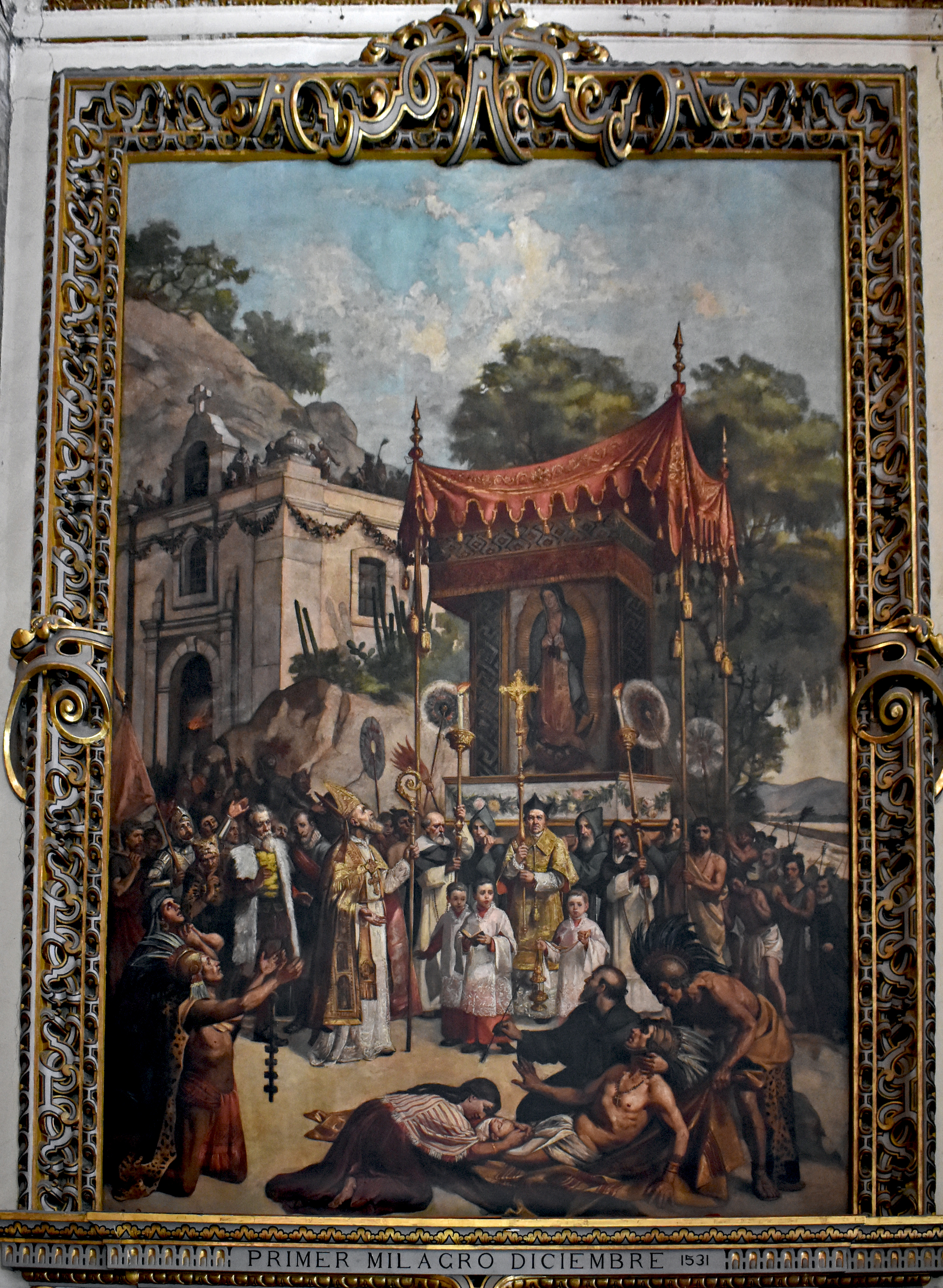
Premier miracle décembre 1531, représentation de la première translation de l'image jusqu'à son oratoire en décembre 1531. XVIIIe siècle.

Selon la tradition, un premier oratoire est construit en décembre 1531, au pied de la colline de Tepeyac, sur le lieu réputé être celui de la troisième apparition de la Vierge de Guadalupe. Accolé à cet petit oratoire (qui accueille l'image de Notre-Dame de Guadalupe, un petit ermitage est construit, occupé par saint Juan Diego qui gère le lieu et accueille les pèlerins.
Les fondations du premier ermitage dédié à la Vierge de Guadalupe, sont visibles dans la « chapelle des Indiens », le plus vieux bâtiment du sanctuaire, construit en 1648 sur le lieu du premier ermitage,.
En 1533, la première structure se voit légèrement étendue par une construction en torchis et en pierre. Entre 1555 et 1576, le bâtiment est à nouveau étendu (d'environ 15 mètres),. Jusqu'en 1648, les vieux murs d'origine sont toujours visibles, vestiges des premières constructions, sur ce site réputé être également le lieu d’inhumation de Juan Diego et Mgr Juan de Zumárraga. Cette première chapelle sera plus tard reconstruite et deviendra la chapelle des Indiens.

### Les églises
En 1609, l'archevêque Mgr Juan Pérez de la Serna décide la construction d'une nouvelle église. Ce sera l'église Artesonado (es), construite sur l'emplacement actuel de la Vieille Basilique. Les travaux sont terminés en 1622 et la nouvelle église est consacrée par l'évêque Juan de la Serna. L'image de Notre-Dame de Guadalupe est officiellement installée dans la nouvelle construction,. Cette église est la première église avec une nef à voute en pierre (les précédentes avaient un plafond et une toiture en bois).
En 1647, l'image est mise sous vitre pour la protéger de l'humidité et de la fumée des cierges.
De 1647 à 1657, Luis Laso de la Vega est vicaire du sanctuaire de Tepeyac. Ce prêtre est l'auteur du Huei tlamahuiçoltica publié en 1649.
En 1675, le gouvernement de Mexico construit une chaussée partant du centre de la capitale et menant au sanctuaire de Guadalupe. Le long de cette route sont également érigées 15 chapelles consacrées aux 15 mystères du rosaire.
En 1648 (ou 1649) est construite une petite chapelle sur le lieu de la « source miraculeuse ». Les fondations de ce bâtiment sont « redécouvertes » lors des travaux de 1777 pour construite une nouvelle chapelle sur ce même lieu : la chapelle du petit puits ou (es) « capilla del pocito ».
L'église « Artesonado », qui abrite la relique de la tilma est détruite en janvier 1695 pour construire sur le même lieu une nouvelle église plus grande qui recevra le titre de « collégiale » en 1749, puis de « basilique » en 1904.
Les travaux de construction de la nouvelle église sont terminés en 1709, et elle reçoit officiellement la précieuse relique le 30 avril. La relique avait été hébergée, durant les travaux, dans l'église des Indiens (agrandie pour l'occasion).
En 1721 l'évêque de Mexico Mgr José Pérez de Lanciego Eguiluz y Mirafuentes (es) fait réaliser un inventaire de tous les biens du sanctuaire. En 1777, la chapelle du petit puits est érigée sur le lieu d'une source réputée « miraculeuse ».

### La Vieille Basilique

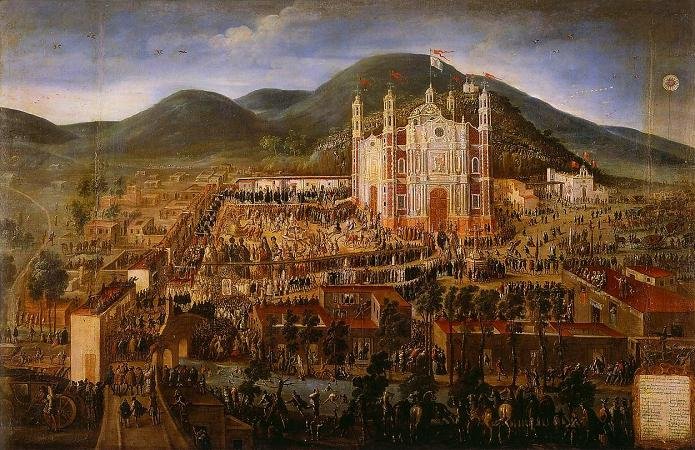
Inauguration de l'église de Notre-Dame de Guadalupe. Manuel Arellano, c. 1709.

L'église qui est aujourd'hui connue comme la « Vieille Basilique » est construite en 1709, au pied de la colline de Tepeyac pour accueillir l'image de la Vierge. En 1749, elle reçoit le titre de collégiale, et en 1904, le pape lui décerne le titre de basilique (d'où son nom). C'est la première église du sanctuaire à recevoir ce titre. Restaurée en 1895, en 1938, puis en 2000, l'église est aujourd'hui dénommée « Temple expiatoire du Christ-Roi » (en espagnol : Templo Expiatorio a Cristo Rey).

### La nouvelle basilique

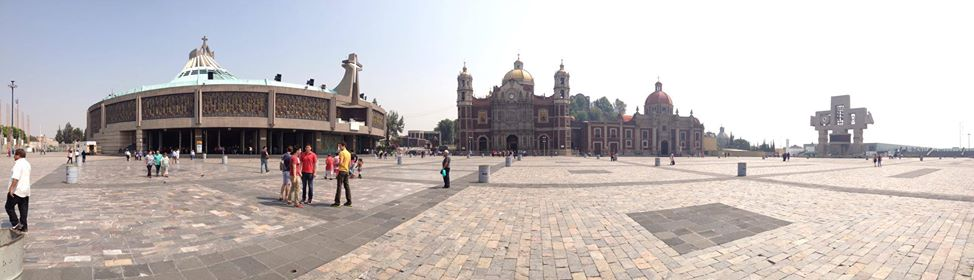
Vue de la nouvelle et de l'ancienne basilique.

Au milieu du XXe siècle, la basilique menaçait toujours de s'effondrer en raison du sol très meuble et du poids du bâtiment. À cela s’ajoutait un espace insuffisant (déjà à l'époque) pour accueillir les grandes foules lors des pèlerinages. C'est pourquoi il a été décidé de la création d'une nouvelle église, de plus grande capacité. La nouvelle Notre-Dame-de-Guadalupe fut inaugurée le 12 octobre 1976. Elle a été conçue par l'architecte mexicain Pedro Ramirez Vázquez,.

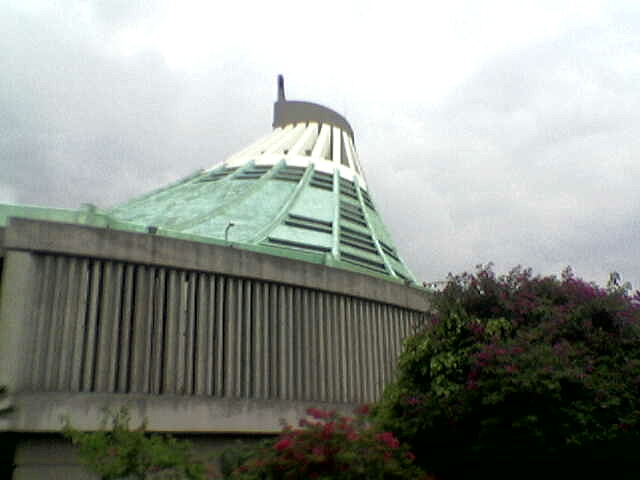
Vue nord de la nouvelle basilique.
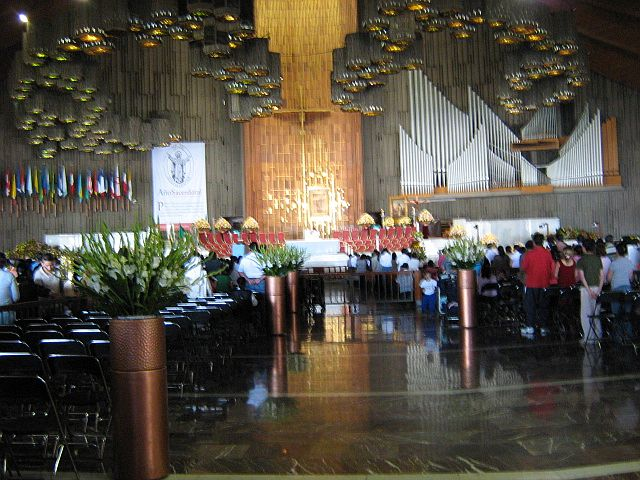
Intérieur de la nouvelle basilique.
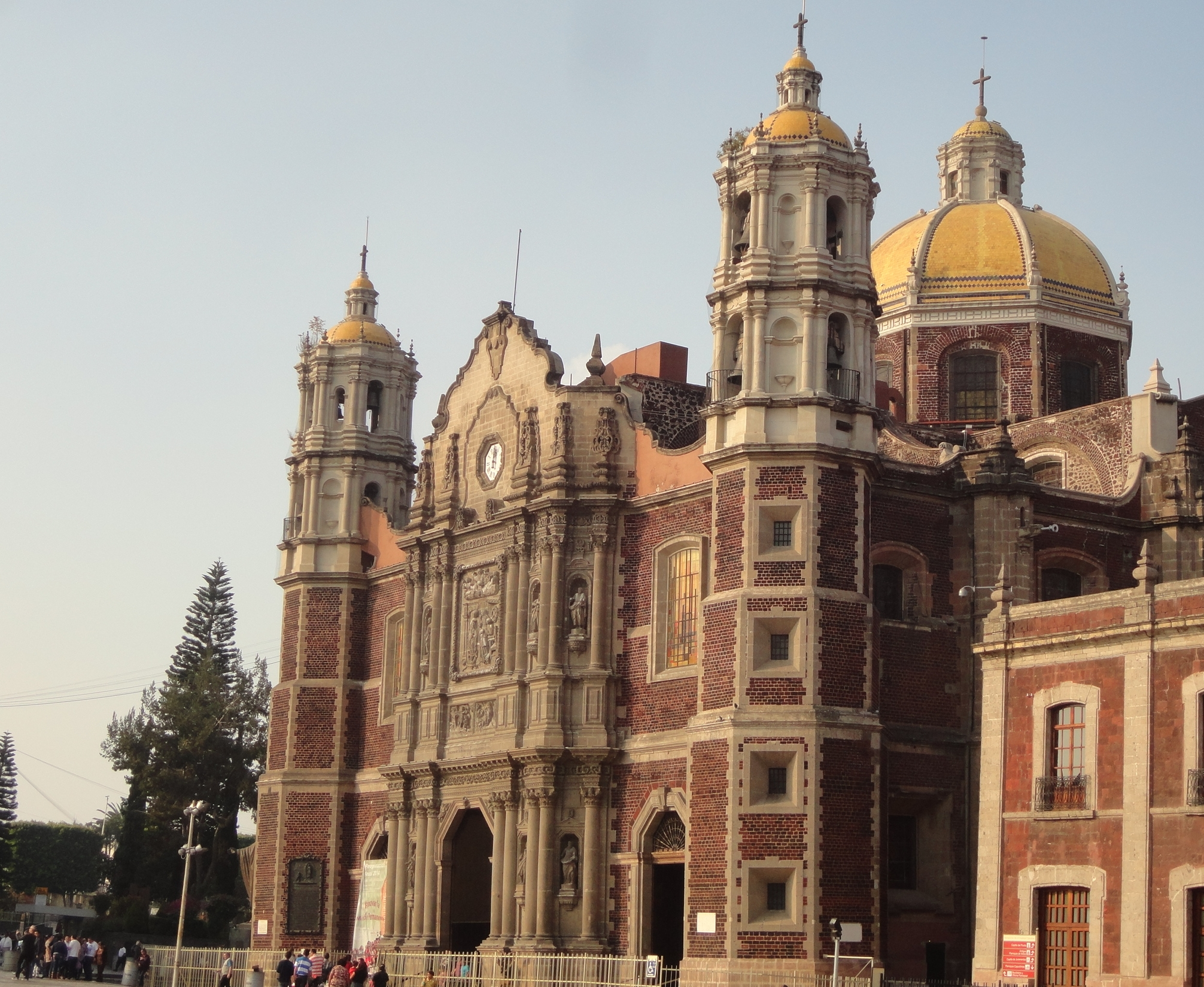
Le Templo Expiatorio a Cristo Rey ou l'ancienne basilique.
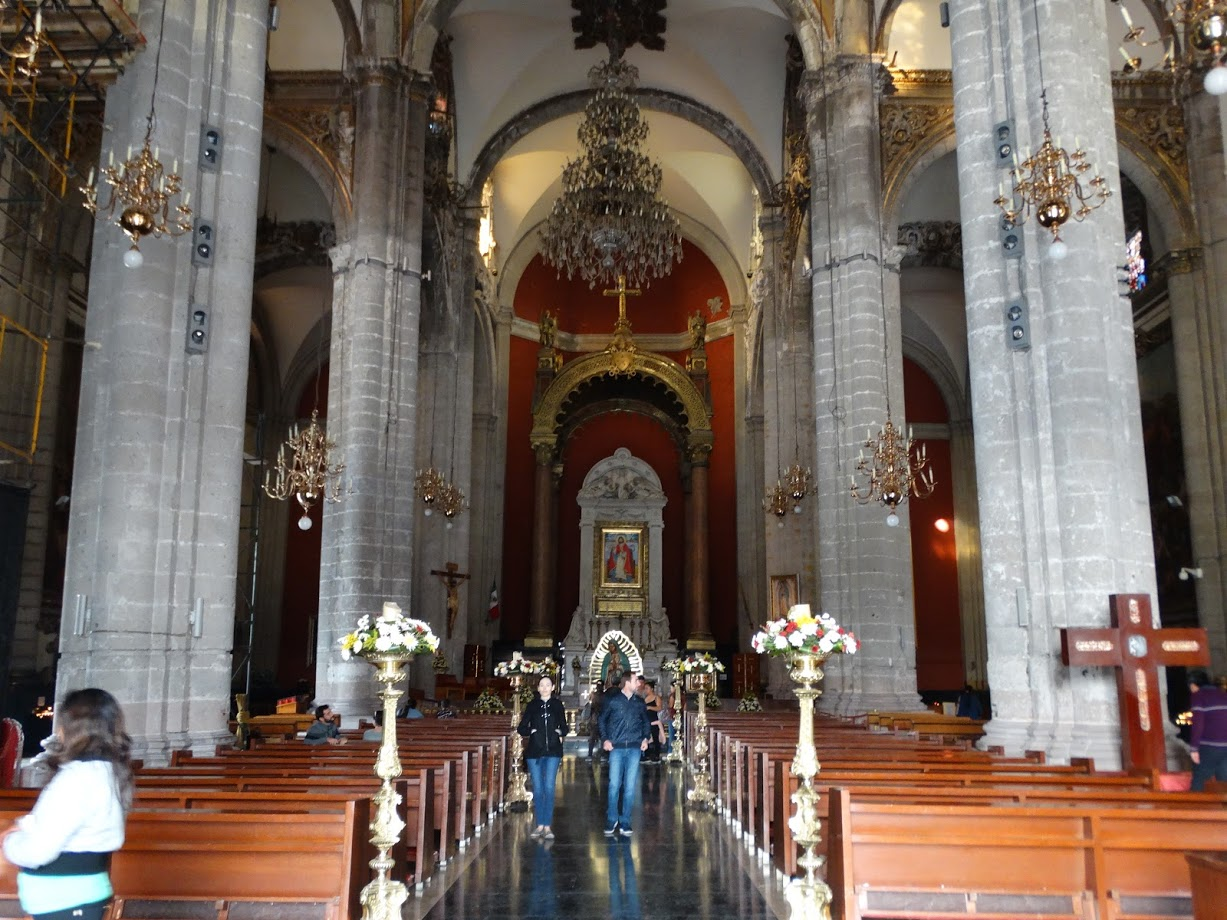
Vue intérieure de l'ancienne basilique Guadalupe au Mexique.
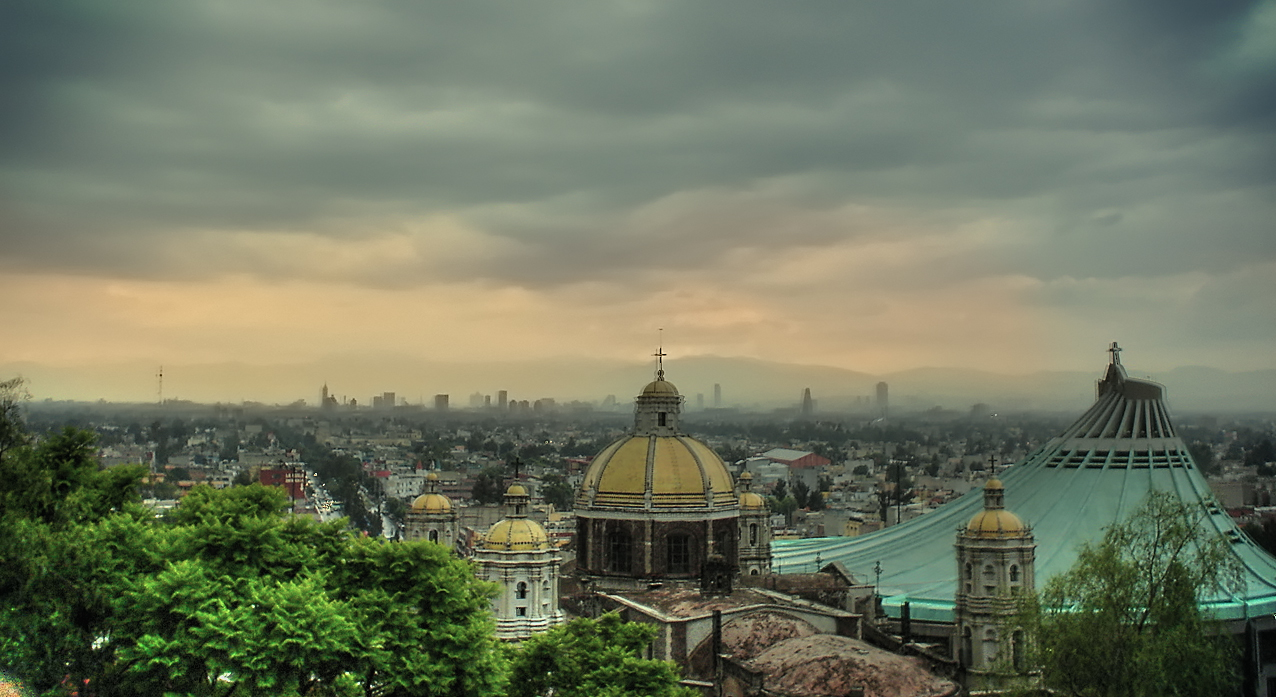
La basilique nouvelle à droite, l'ancienne à gauche.

### Grands événements
L'histoire du sanctuaire de Guadalupe est parcouru de grands événements parmi lesquels nous pouvons citer :

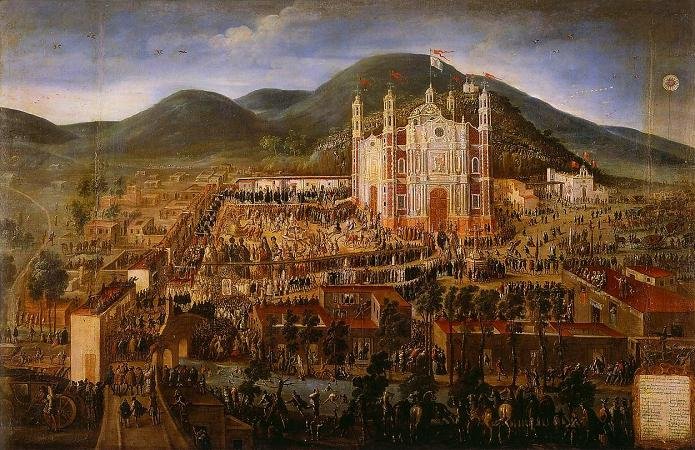
Translation de l'image et dédicace du sanctuaire (1709).

- Une nouvelle église (de grande capacité) est consacrée le 27 avril 1709, et le 30 avril, l'image de Notre-Dame de Guadalupe est transportée dans sa nouvelle église, et officiellement installée[15]. Le 1er mai, l'église ouvre ses portes par une neuvaine solennelle.
- Le 2 février 1848, la signature du traité de Guadalupe Hidalgo mettant fin à la guerre américano-mexicaine est signé dans la collégiale par les autorités mexicaines et américaines[15].
- Le 12 octobre 1895 : couronnement canonique de l'image de Notre-Dame de Guadalupe au cours d'une grande cérémonie solennelle[16],[17].
- Le 14 novembre 1921 : attentat à la bombe contre l'image de la Vierge. La bombe qui explose à 10h30 cause des dégâts à l'église, mais laisse la relique indemne[18],[19],[20].
- Le 17 novembre 1983, la Conférence de l’épiscopat mexicain fait du site son seul sanctuaire national[21].
- Le 6 mai 1990 : béatification de Juan Diego par Jean-Paul II dans la basilique Notre-Dame-de-Guadalupe[22].
- Le 31 juillet 2002 : le pape Jean-Paul II se rend au sanctuaire marial et prononce la canonisation de Juan Diego Cuauhtlatoatzin, devant une foule de neuf millions de personnes[14].

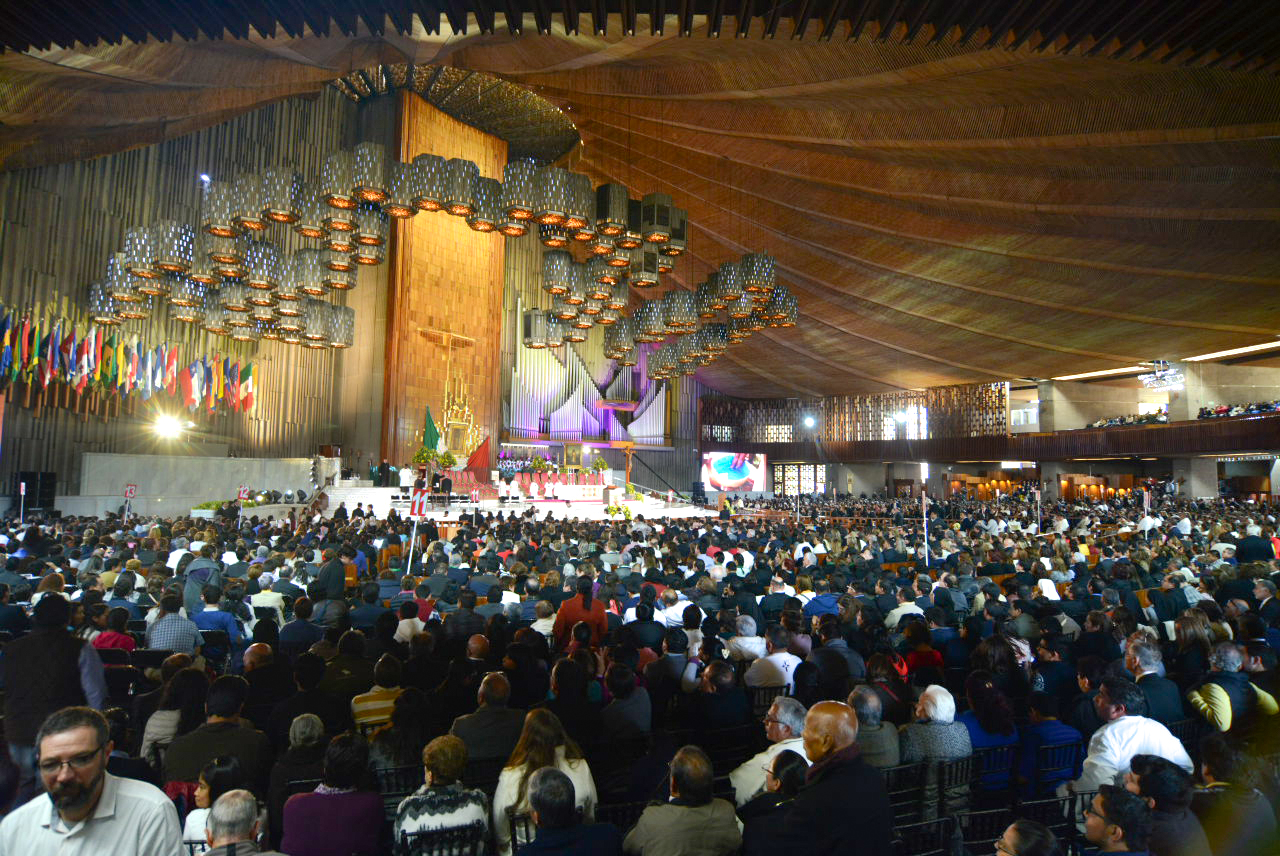
Messe avec le pape François, dans la basilique en 2016.

- Le 13 février 2016 : le pape François se rend dans le sanctuaire et proclame Notre-Dame de Guadalupe « mère et patronne de tout le continent américain »[14].

Le sanctuaire marial mexicain accueille près de 20 millions de pèlerins par an. Il est le second lieu de pèlerinage catholique le plus visité au monde après la basilique Saint-Pierre de Rome. Les pèlerins se rendent sur place, pour la plus grande part, pour l'anniversaire des apparitions mariales de Notre-Dame de Guadalupe du 9 au 12 décembre,.

## Composition

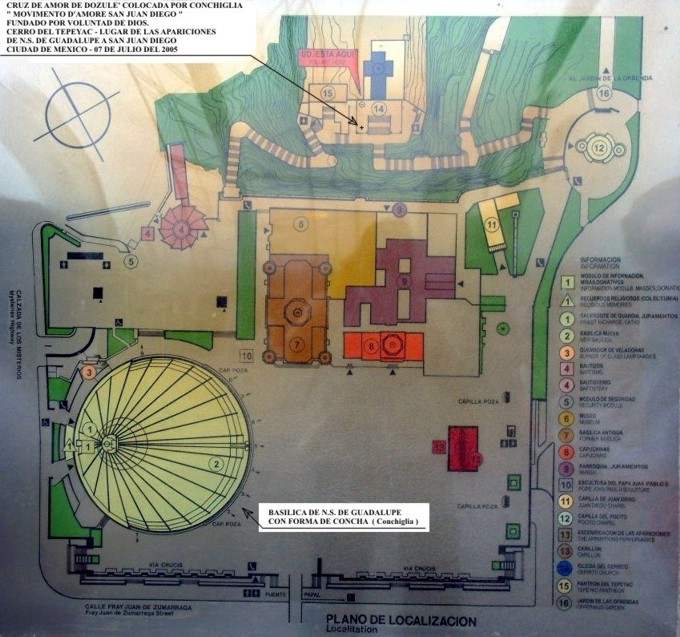
Plan d'ensemble du sanctuaire répertoriant tous les bâtiments.

Le sanctuaire est composé d'un ensemble de bâtiments construits au cours des siècles. Les plus anciens datent du XVIIe siècle et du XVIIIe siècle. Le dernier « grand » bâtiment construit est la nouvelle basilique, construite en 1976.

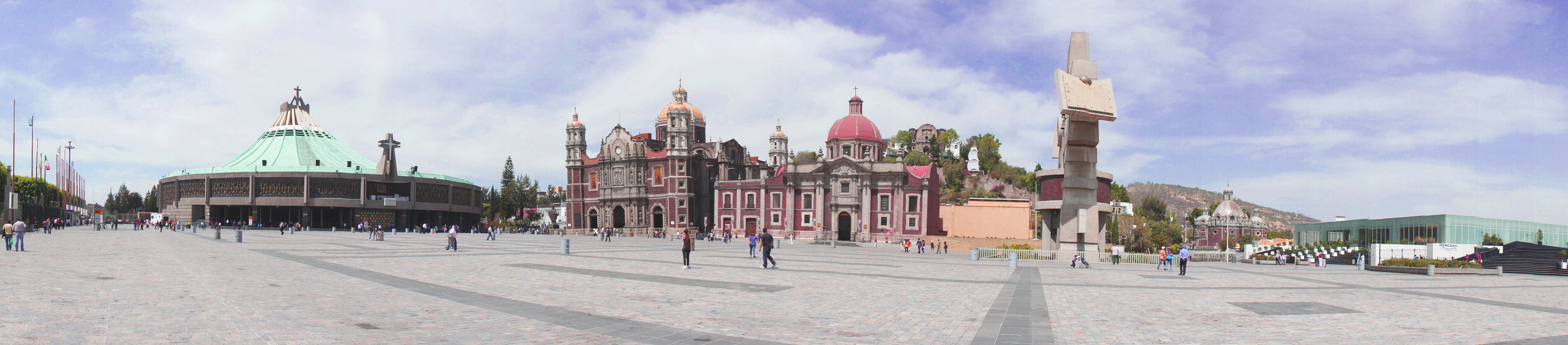
Vue panoramique de la grande esplanade avec la nouvelle basilique (à gauche), l'ancienne (au centre).
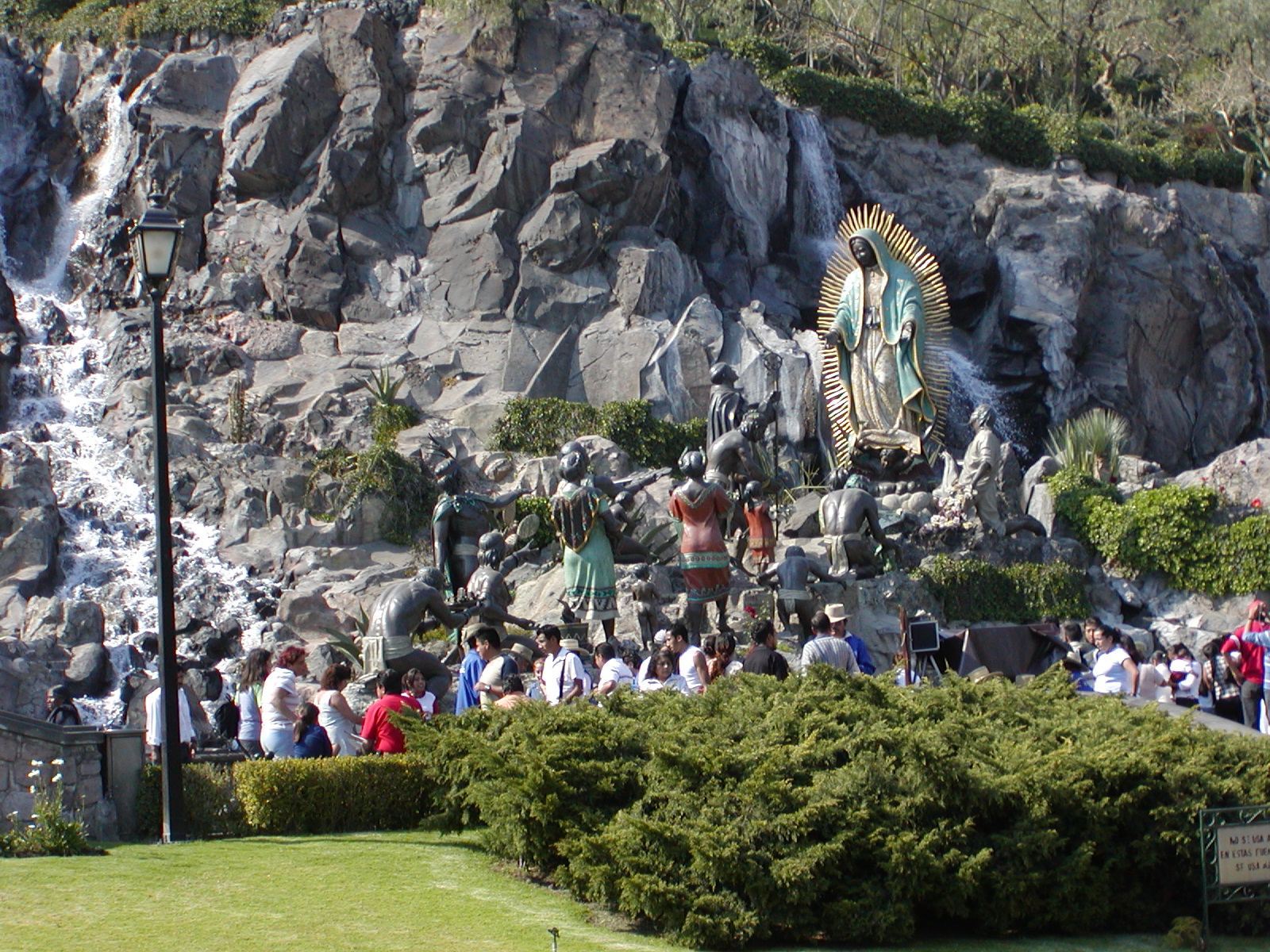
Fontaine commémorative des apparitions de la Vierge
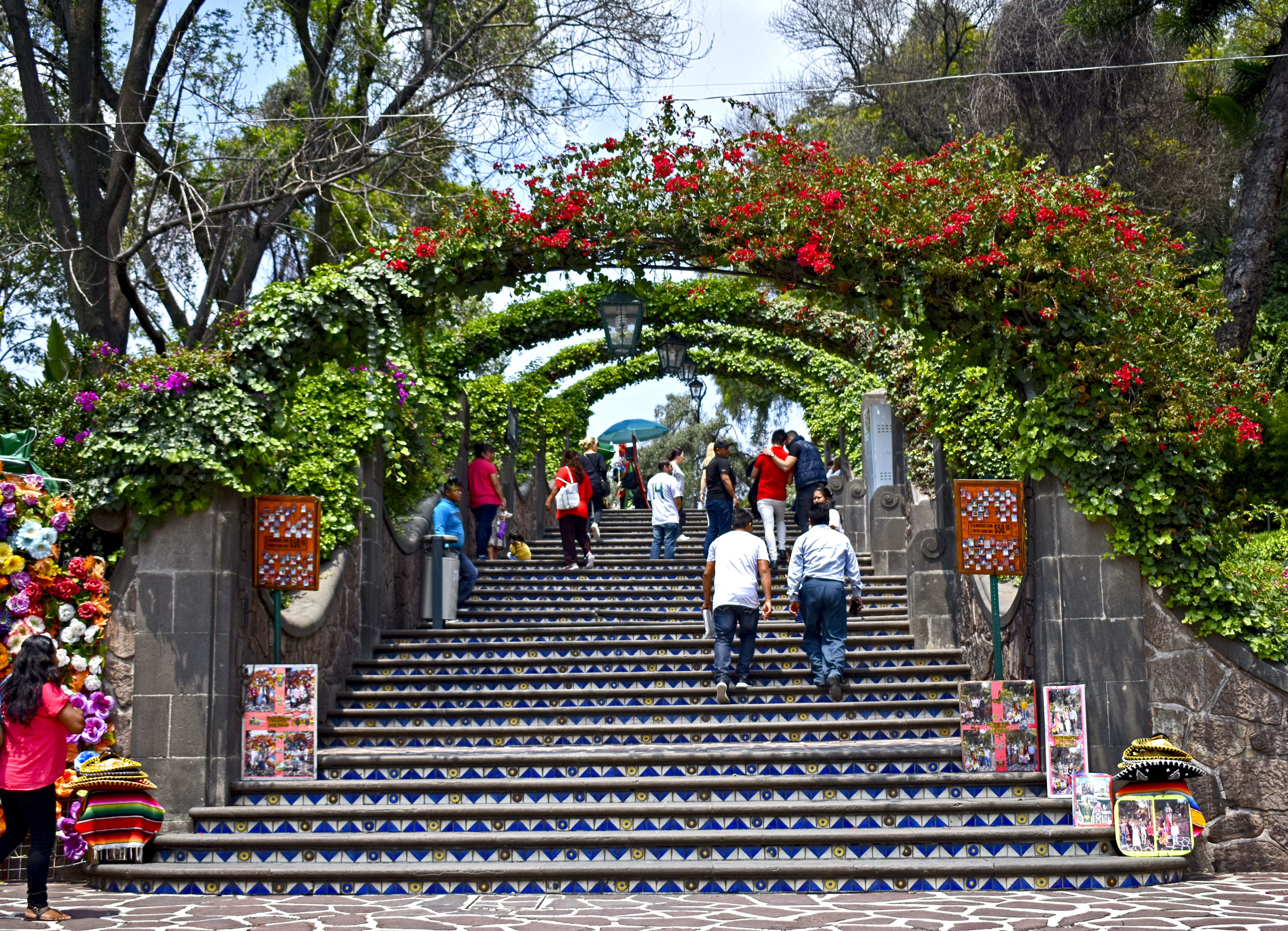
Grand escalier permettant d'accéder à la chapelle du Cerito.
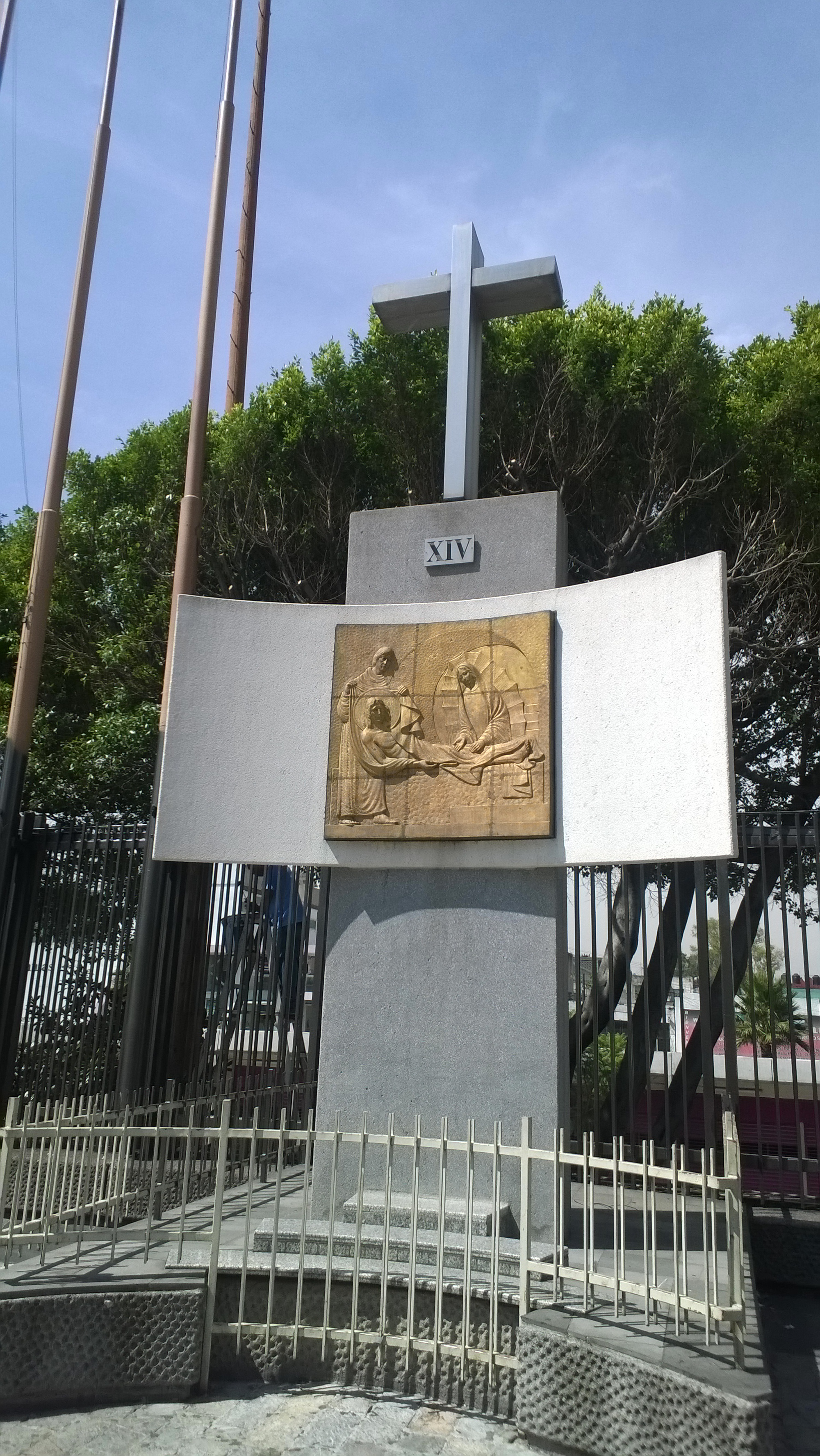
Station du chemin de croix.
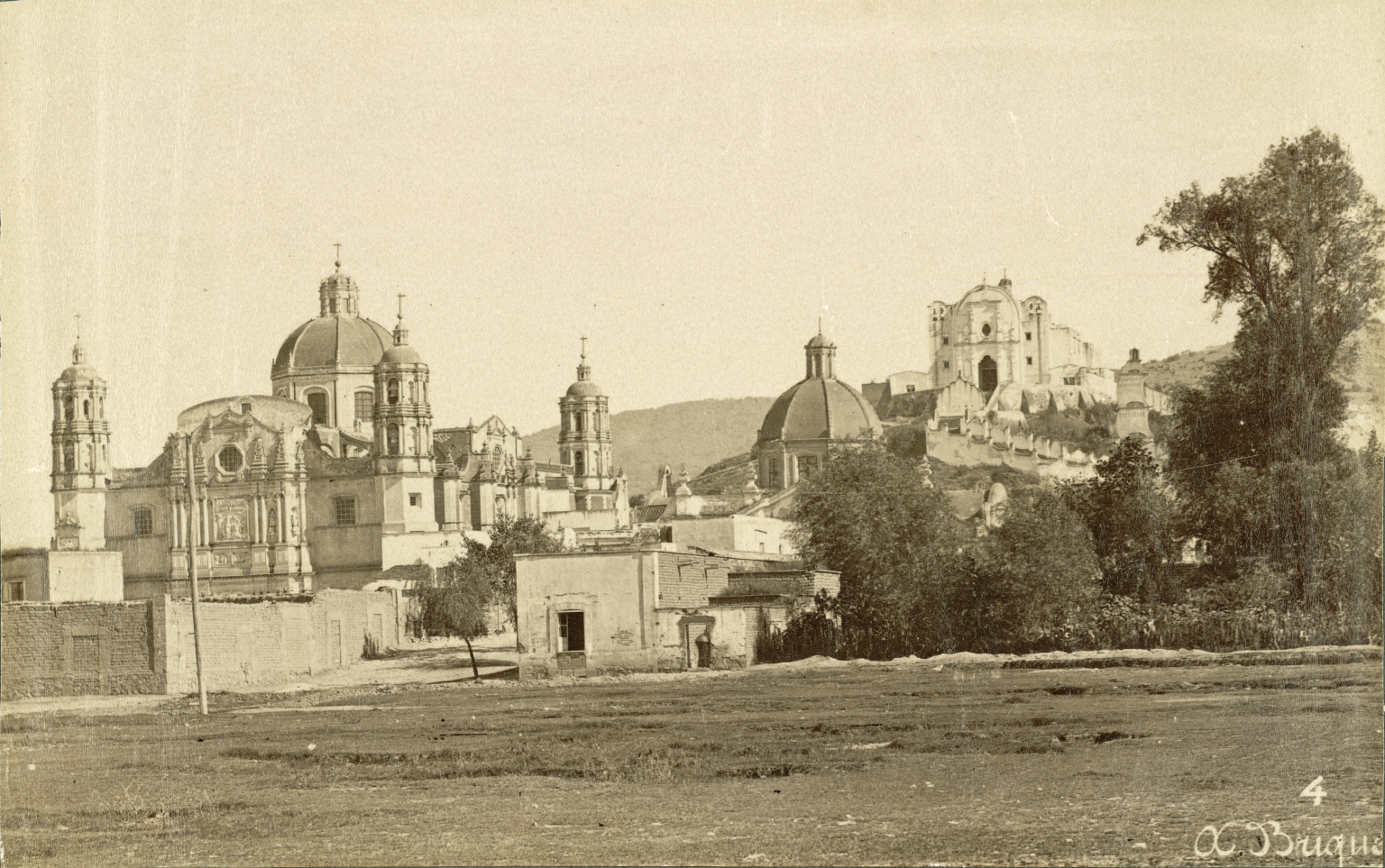
Vue du sanctuaire en 1895.

### Couvent des Capucines
Histoire

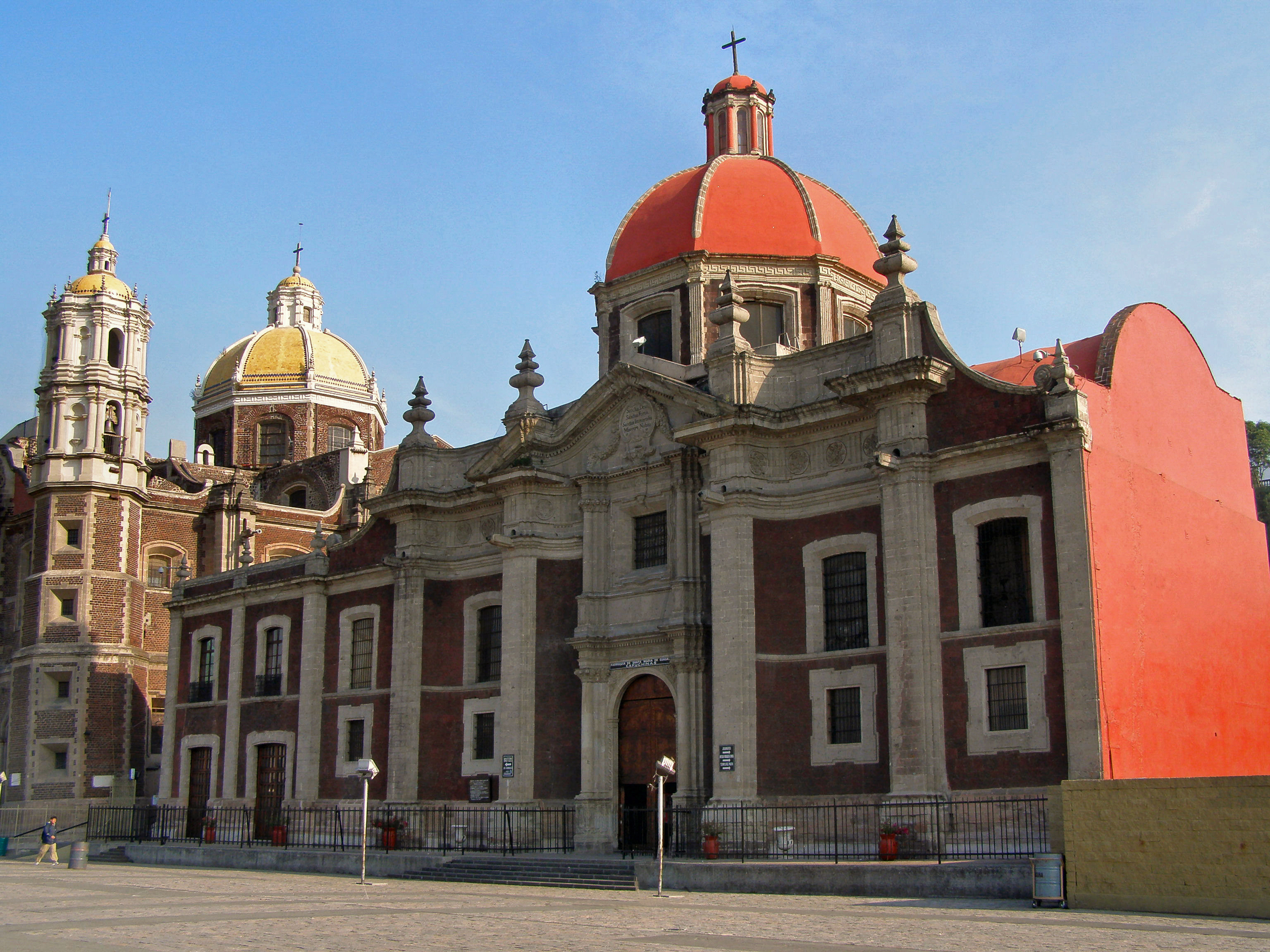
Façade du couvent des Capucines, l'ancienne basilique se distingue à gauche.

L'ancien couvent et l'église des Capucines de Santa Maria de Guadalupe est situé sur le côté est du Temple expiatoire du Christ-Roi. Il est construit sur l'emplacement d'une ancienne maison abritant des pèlerins, détruite pour cette occasion. Le couvent a été conçu par l'architecte Ignacio Castera (es) sur les terres données par Salvador Beltran et financé par une collecte de dons qui rapporte 300 000 pesos. La construction de ce couvent a été réalisée avec l'autorisation de l'évêque Mgr Alonso Núñez de Haro y Peralta et du roi d'Espagne. La première pierre est posée le 14 octobre 1792, et le couvent est inauguré le 30 août 1797. La communauté religieuse fut fondée par la sœur Marie-Anne, le couvent fut occupé par des religieuses jusqu'au 26 février 1863.
L'église du couvent a accueilli l'image de Notre-Dame de Guadalupe pendant la fermeture de la basilique (qui abritait la relique) pour cause de rénovations. Ces réparations de la vieille basilique étaient elles-mêmes causées par la construction du couvent qui a déstabilisé le sol et le bâtiment de l'église, entrainant des dommages structurels à la construction.

En 1863, Benito Juárez rédige des lois réformant l'État et expulsant les religieuses de leur couvent. Celui-ci est confisqué par l'État et il n'est restitué aux religieuses que sous le Second Empire, mais, à la chute de l'empereur Maximilien, les religieuses doivent à nouveau repartir. Le couvent est exproprié par les gouvernements libéraux et utilisé comme hôpital, caserne militaire, bureaux du gouvernement, asile pour pauvres, école municipale, école et même cave. En 1877, les religieuses peuvent peu à peu revenir, mais l'occupation complète du bâtiment ne se fait qu'en 1924. Aujourd'hui, l'église est ouverte au culte en tant que « paroisse de Guadalupe ».
Description

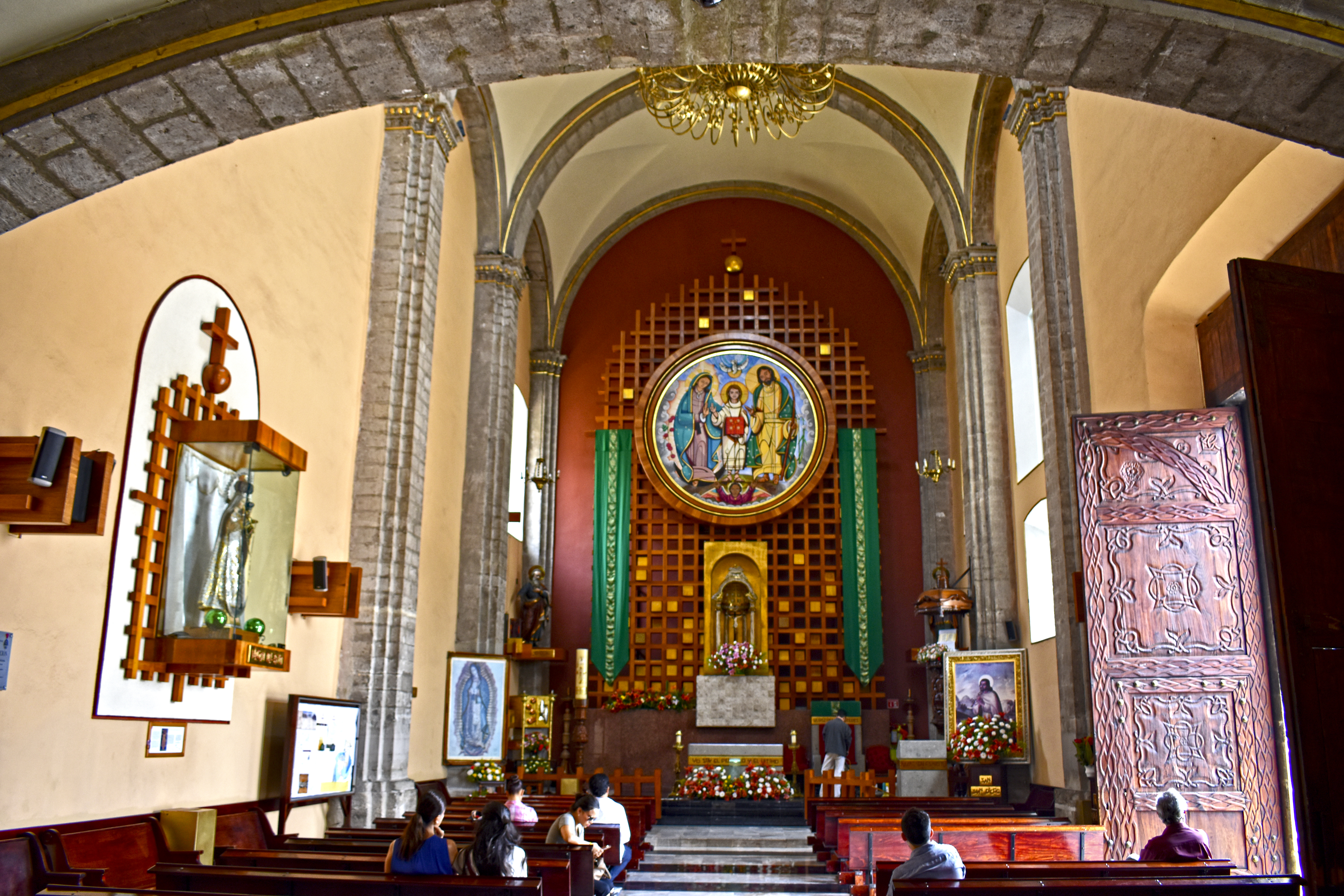
Intérieur de l'église du couvent.

L'architecture du bâtiment est du style néoclassique, qui ressemble aux anciennes formes classiques de la Grèce et de Rome tout en comportant une allusion au rationalisme.
À l'intérieur de l'église, de nombreuses pièces d'art sacré sont présentes. Le retable moderne dédié à la Sainte Famille, avec Jésus, Marie et Joseph, accompagnés au sommet par l'image du Saint-Esprit et au bas un guerrier-aigle en protecteur. Ce retable a été préparé sous la direction de Fray Gabriel Chávez de la Mora (es), exécuté par l’architecte Oscar JiméNez et le peintre Jaime Domínguez. Autour de l'autel, on trouve d'autres œuvres telles que la Virgen del Rayo (es), le Christ à la colonne ou la Sainte Trinité.
En raison de l'instabilité du sous-sol, une partie de la construction s'est enfoncée, nécessitant des réparations entre 1976 et 1982 qui permirent d'estomper l'inclinaison sans la corriger complètement. Le plancher du couvent n'est, ainsi, toujours pas de niveau.

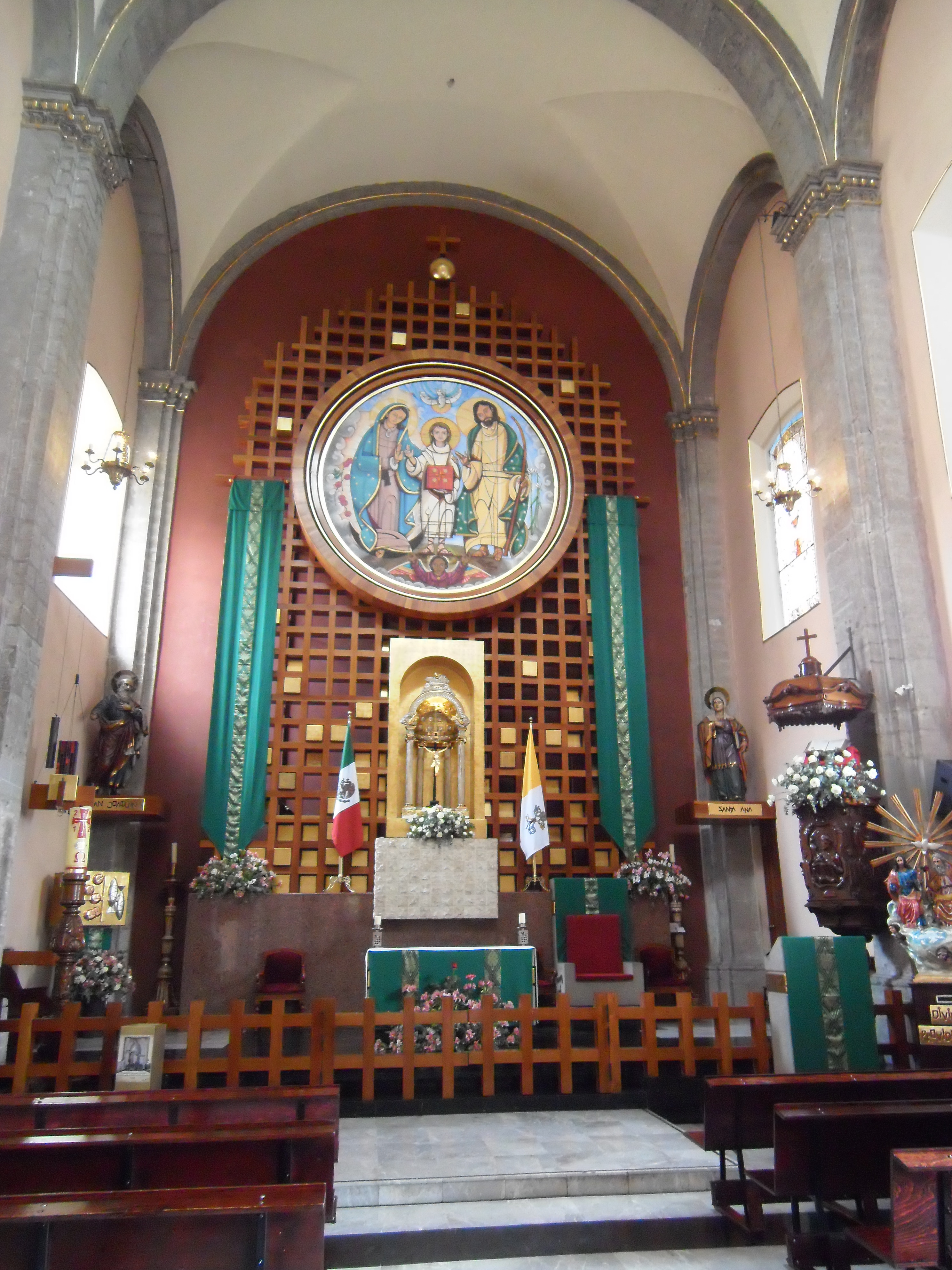
Autel de l'église (paroisse des capucines).
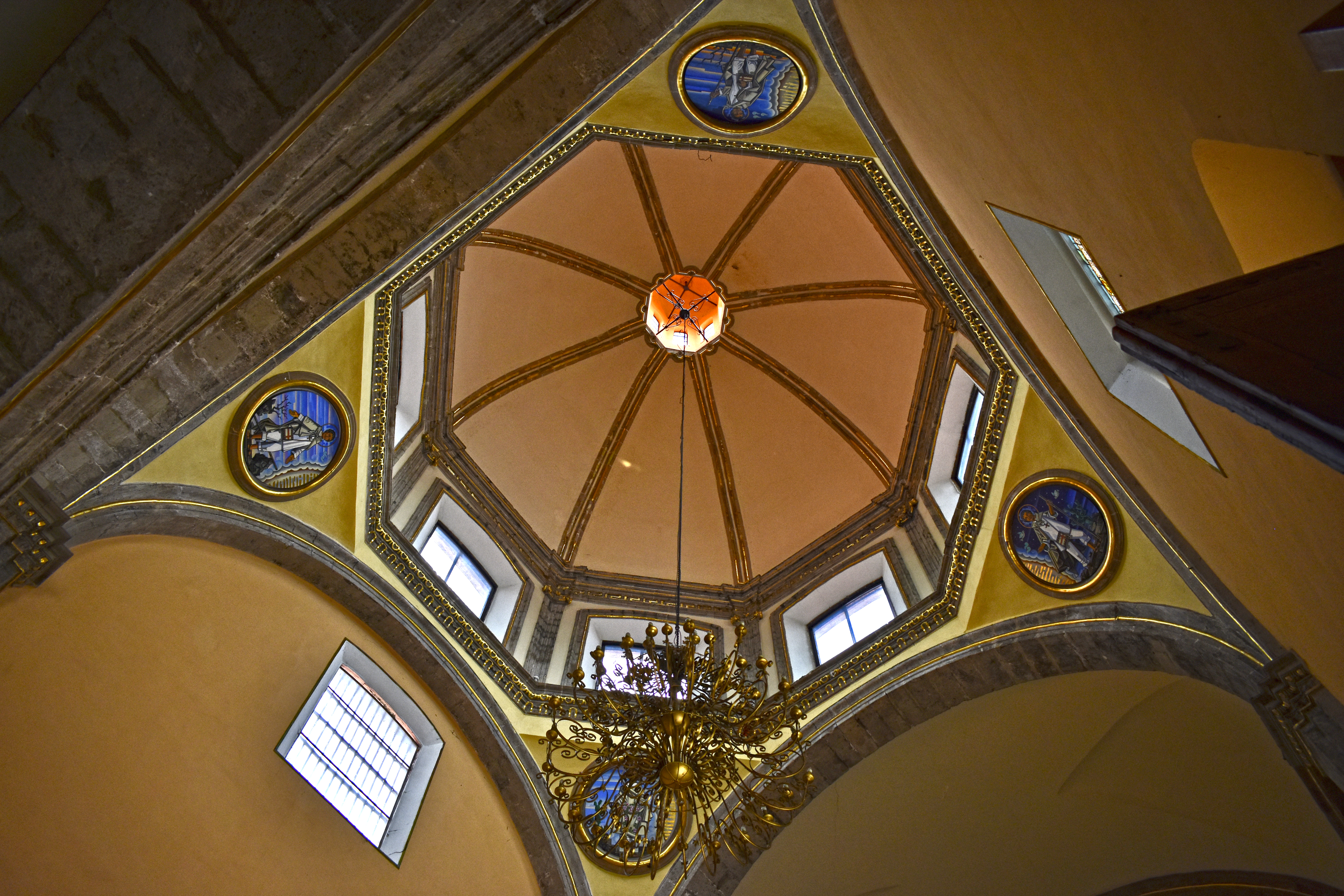
La coupole de l'église.
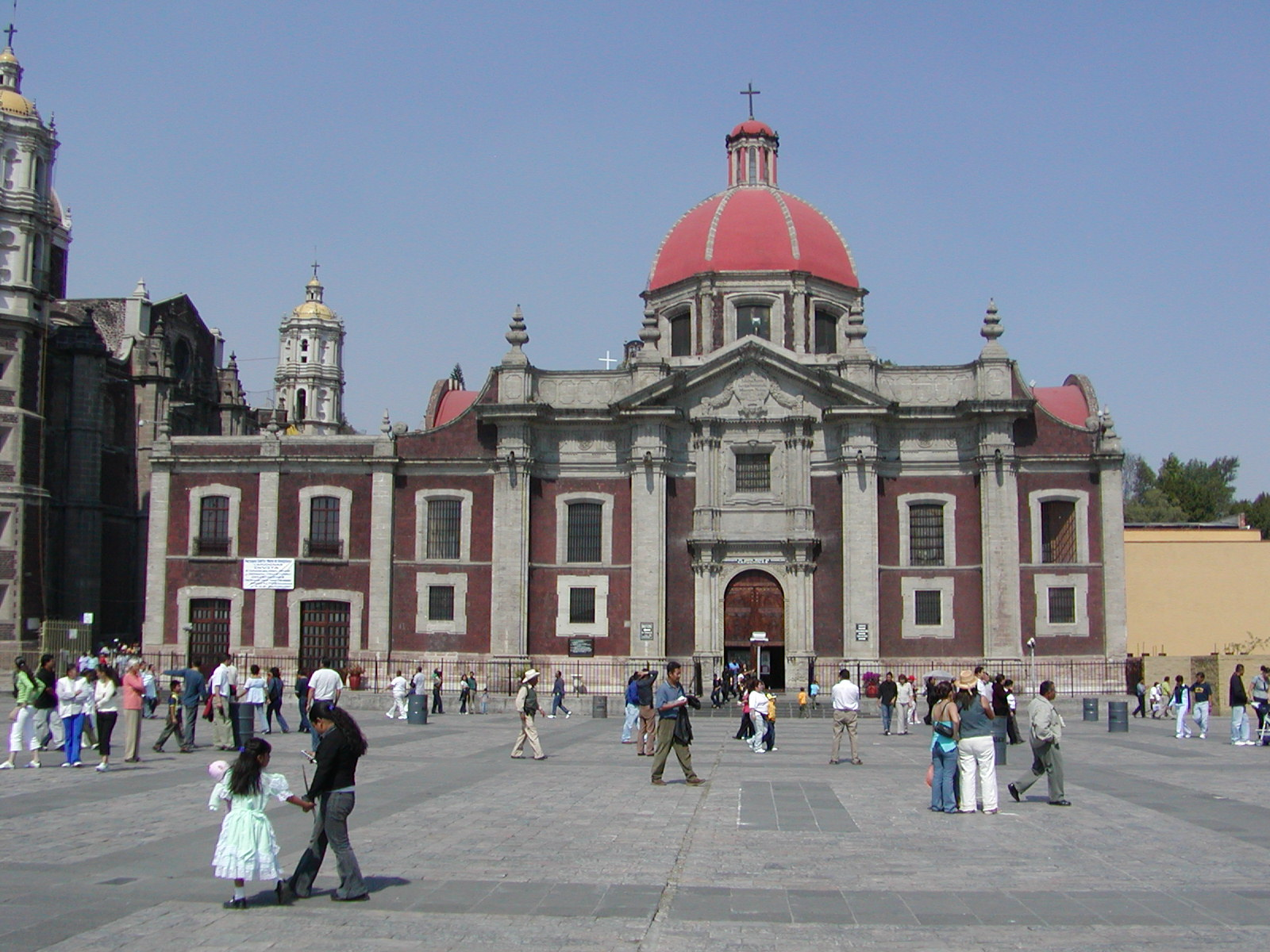
Vue d'ensemble du couvent
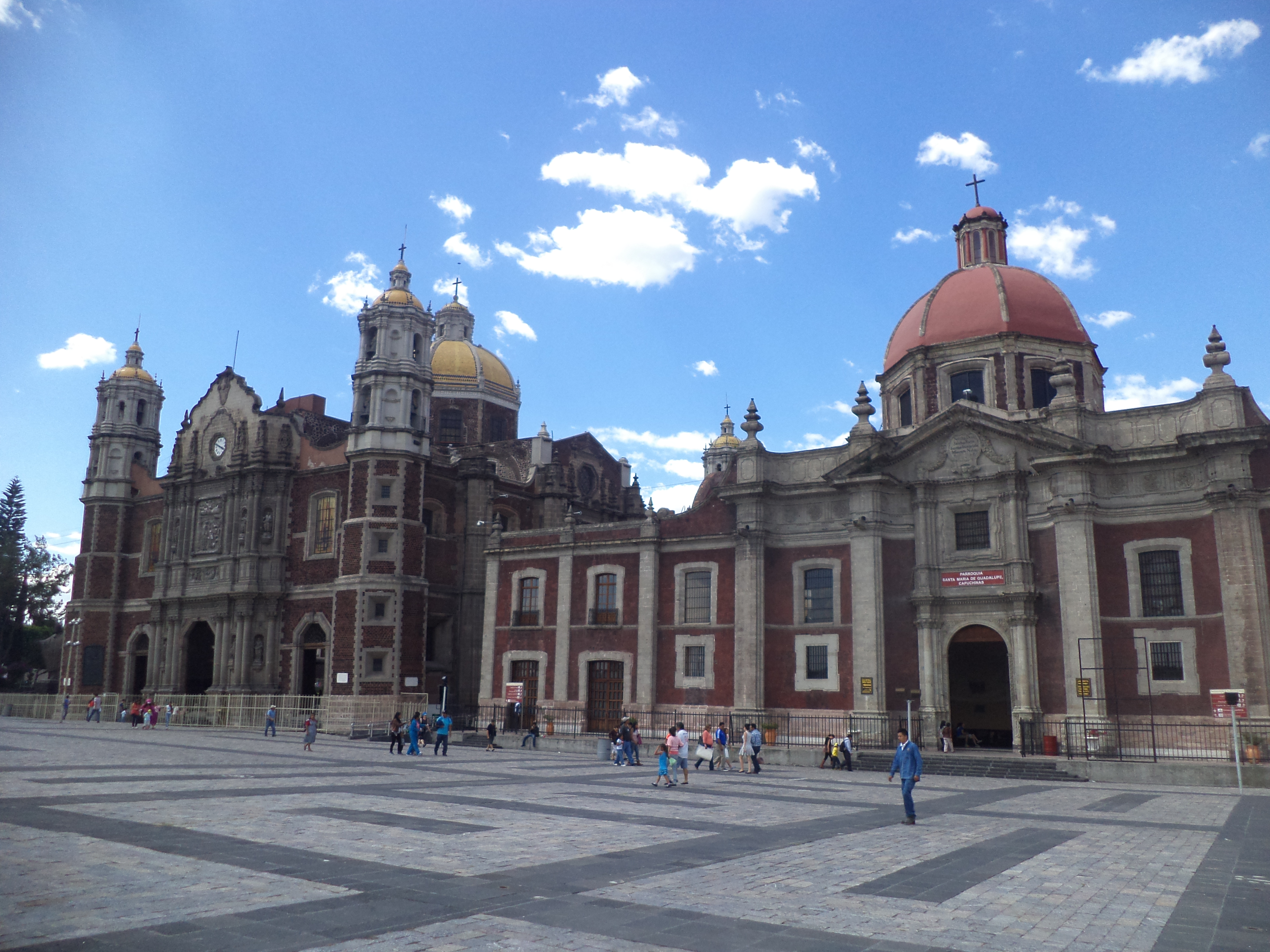
Vue du couvent et de l'église accolée.

### Chapelle du petit puits

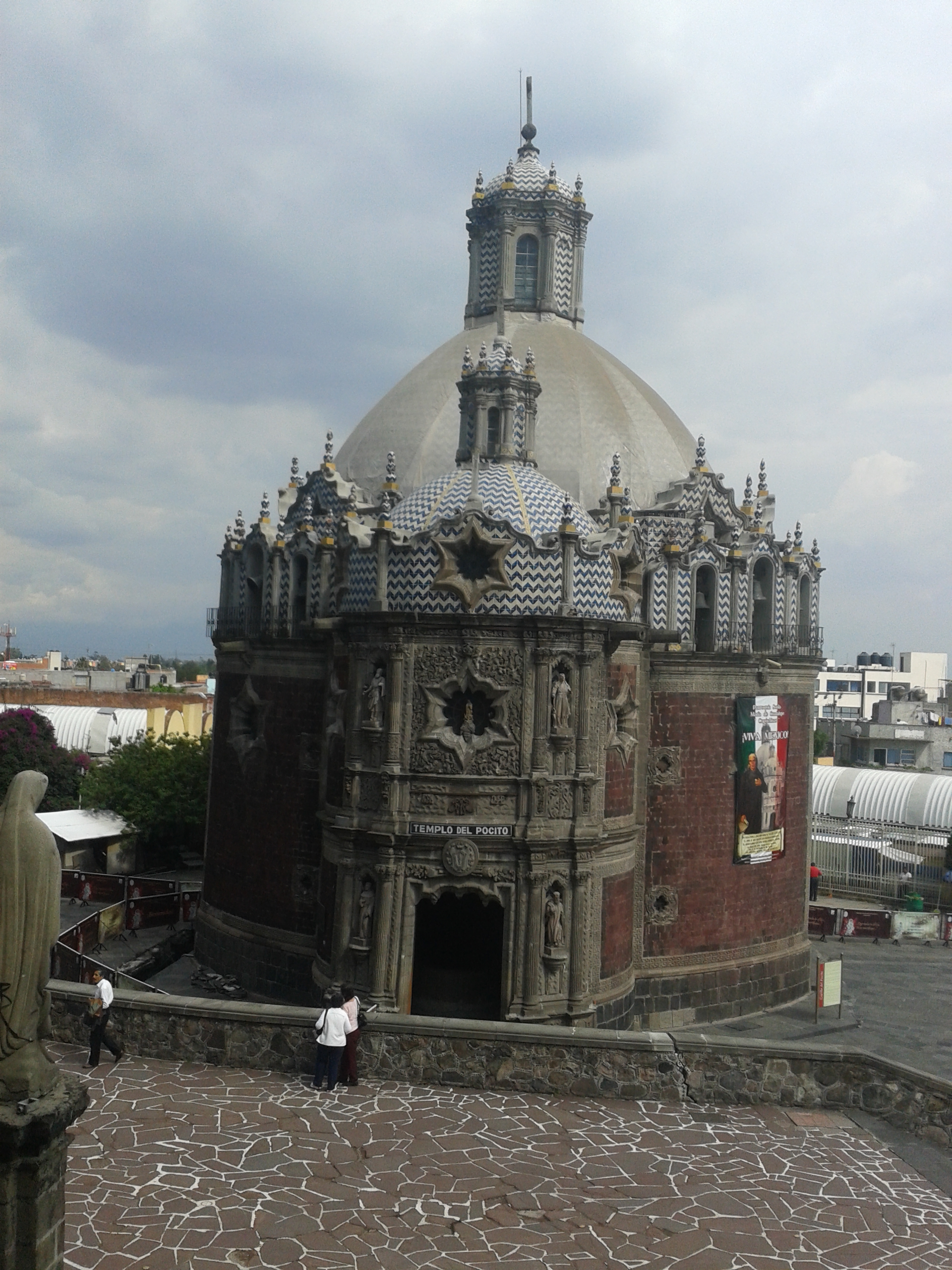
Vue extérieure de la chapelle.

La chapelle du petit puits ou (es) Capilla del pocito, est une chapelle construite au pied de la colline, sur le lieu réputé être le lieu d'apparition d'une source miraculeuse (lors de la visite de l'évêque avec Juan Diego), lieu de la 4e apparition de la Vierge à Juan Diego.
Historique

La population locale a très tôt considéré l'eau de cette source comme étant « miraculeuse ». Du coup, les fidèles venaient boire à la source et « laver les plaies infectées ». Cela a très vite été une source d'infection et de contamination dans la population. Pour remédier au problème, un toit a été construit au-dessus du captage d'eau, mais cela s'est très vite révélé insuffisant. En 1777, l'architecte Francisco Antonio de Guerrero y Torres (es) construit une église sur l'emplacement du puits « de la source miraculeuse ». Cette église est construite avec une base et une forme circulaire dans le style baroque. La construction est terminée en 1791.
Description

Cette église est considérée comme étant un « joyau architectural du style baroque », unique par sa forme (c'est le seul exemple, d'une église construite sur une base circulaire à cette époque, qui soit restée préservé jusqu'à aujourd'hui dans tout le pays),.
Le mouvement qui imprime la décoration en zigzag sur le dôme, ainsi que les lignes multiformes utilisées dans les fenêtres, contribuent à créer une ambiance de mouvement. Tous les symboles que portent les petits anges peints sur le dôme sont les symboles mariaux qui apparaissent dans les litanies de Lorette. Un point particulier du mobilier à noter : la chaire en bois tenue par une sculpture de Juan Diego.

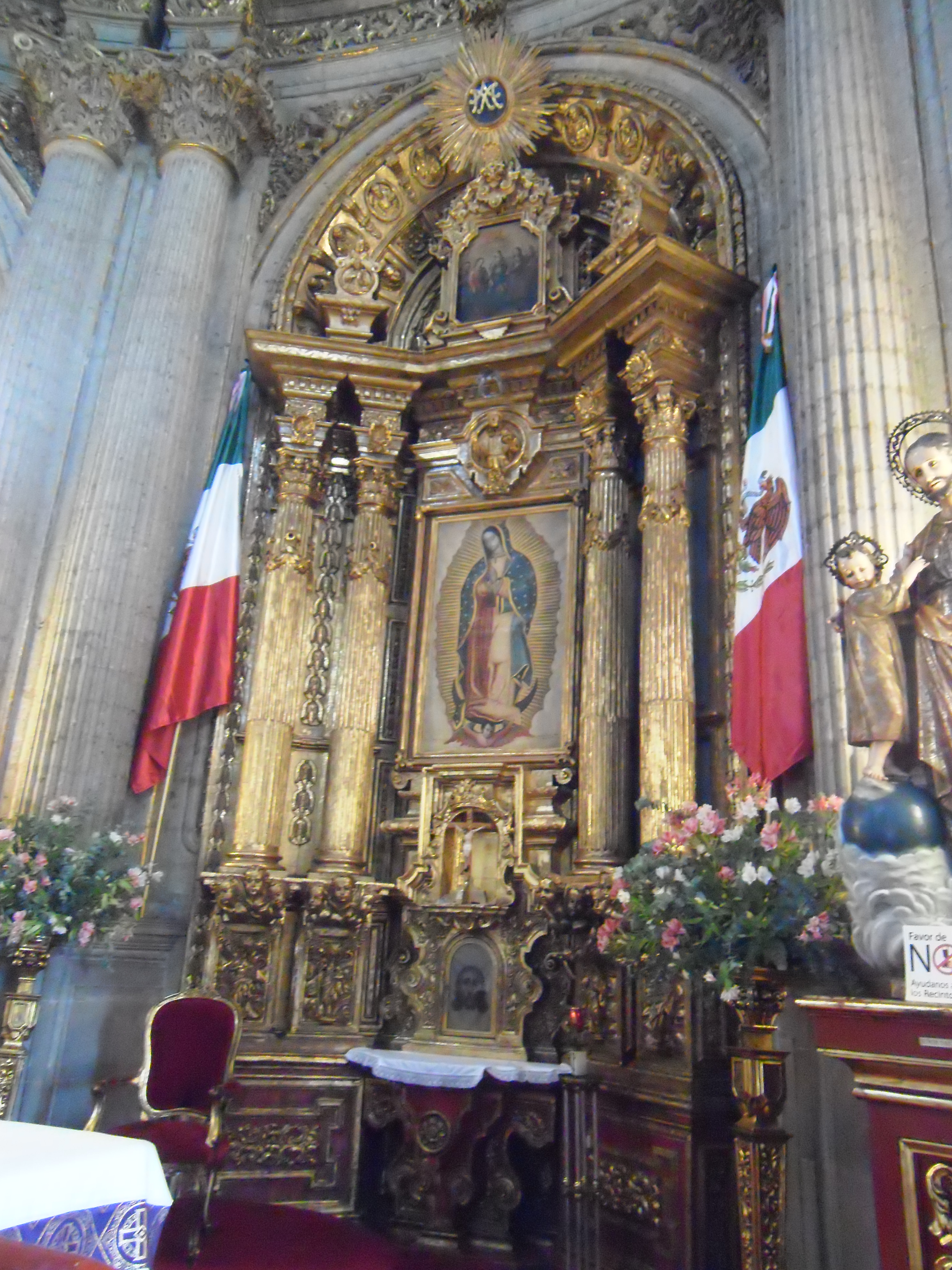
Retable de la chapelle
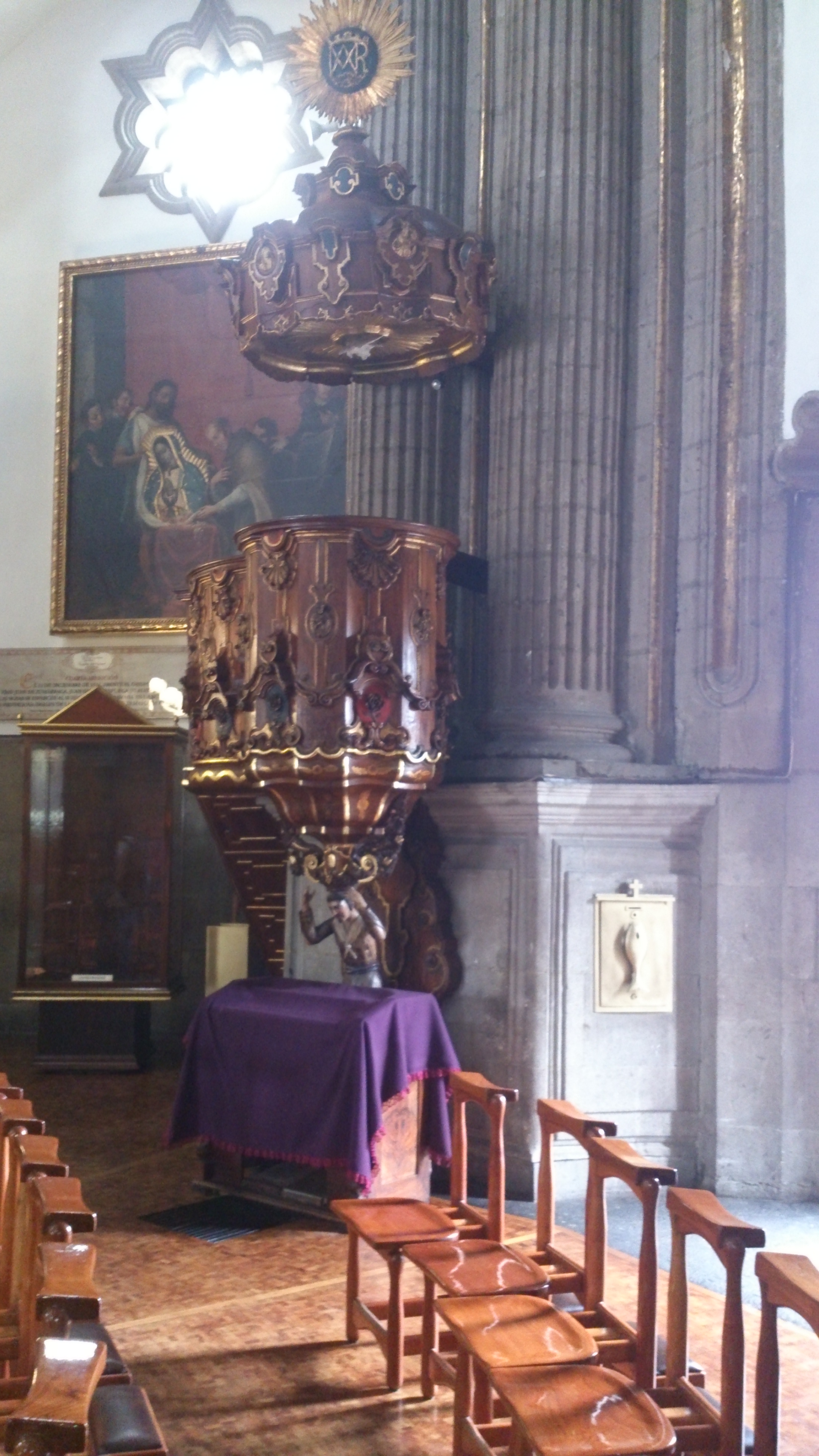
La chaire de bois sculptée
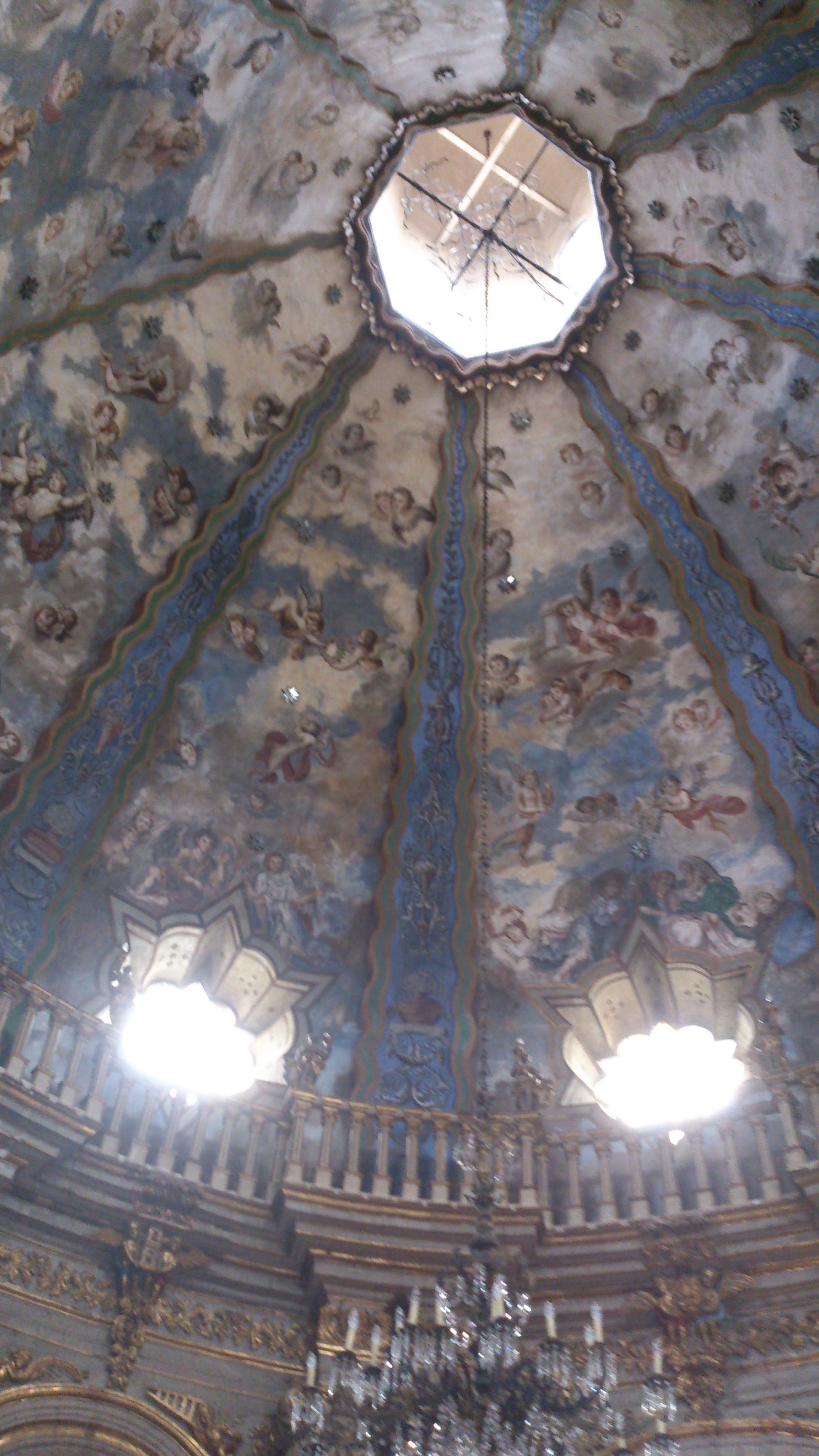
Le dôme de la chapelle.
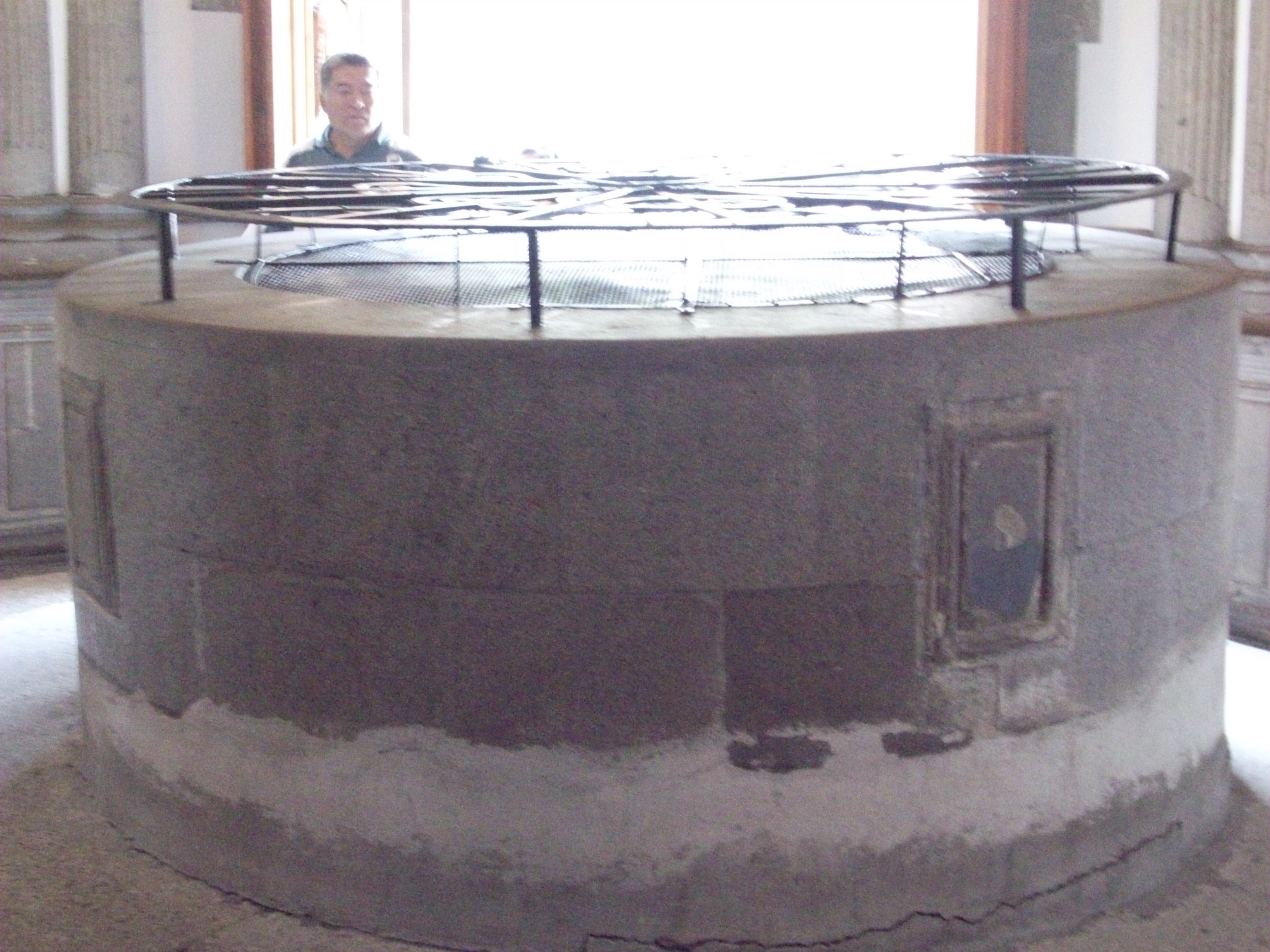
Le puits au centre de la chapelle.
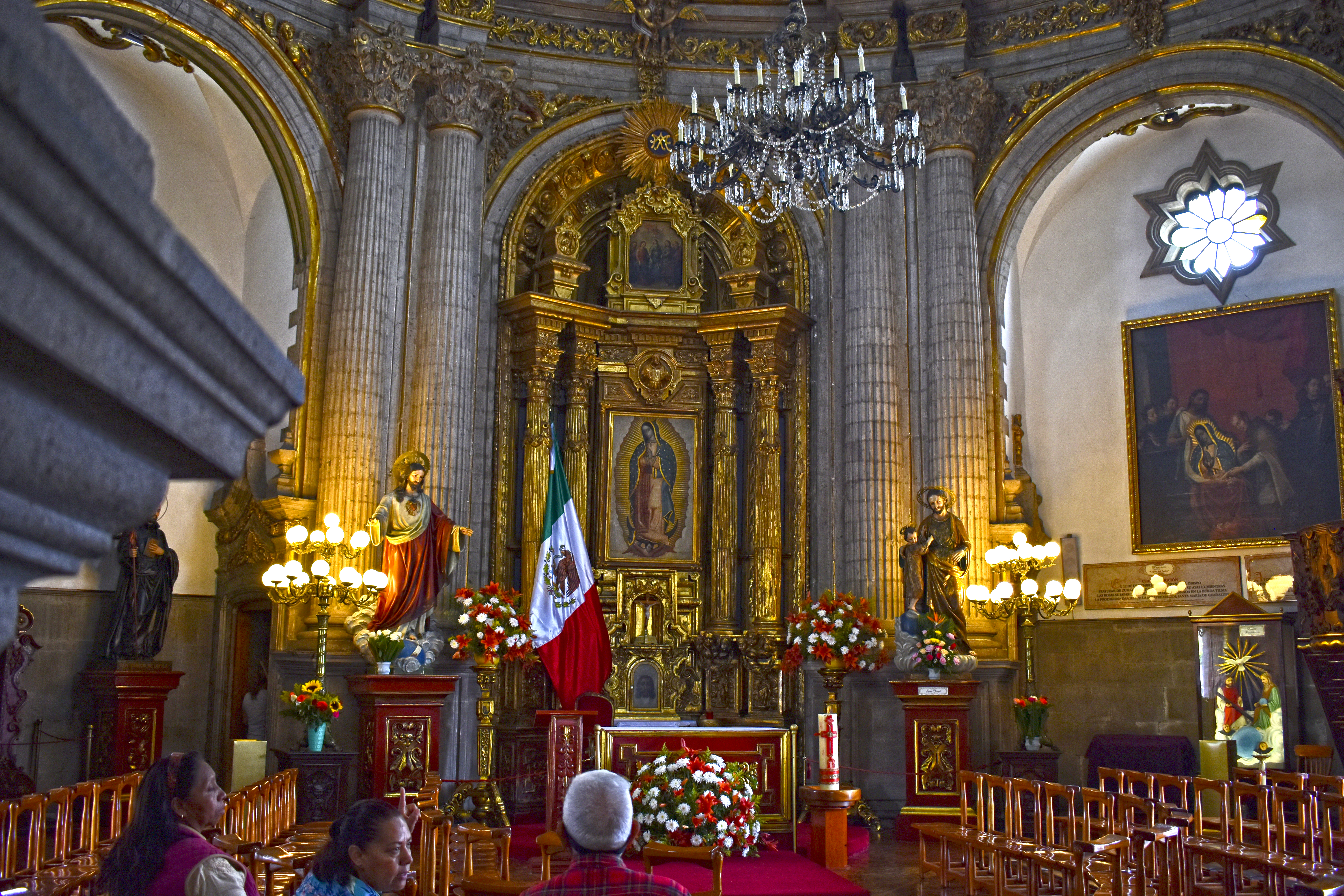
L'intérieur de la chapelle, aujourd'hui.
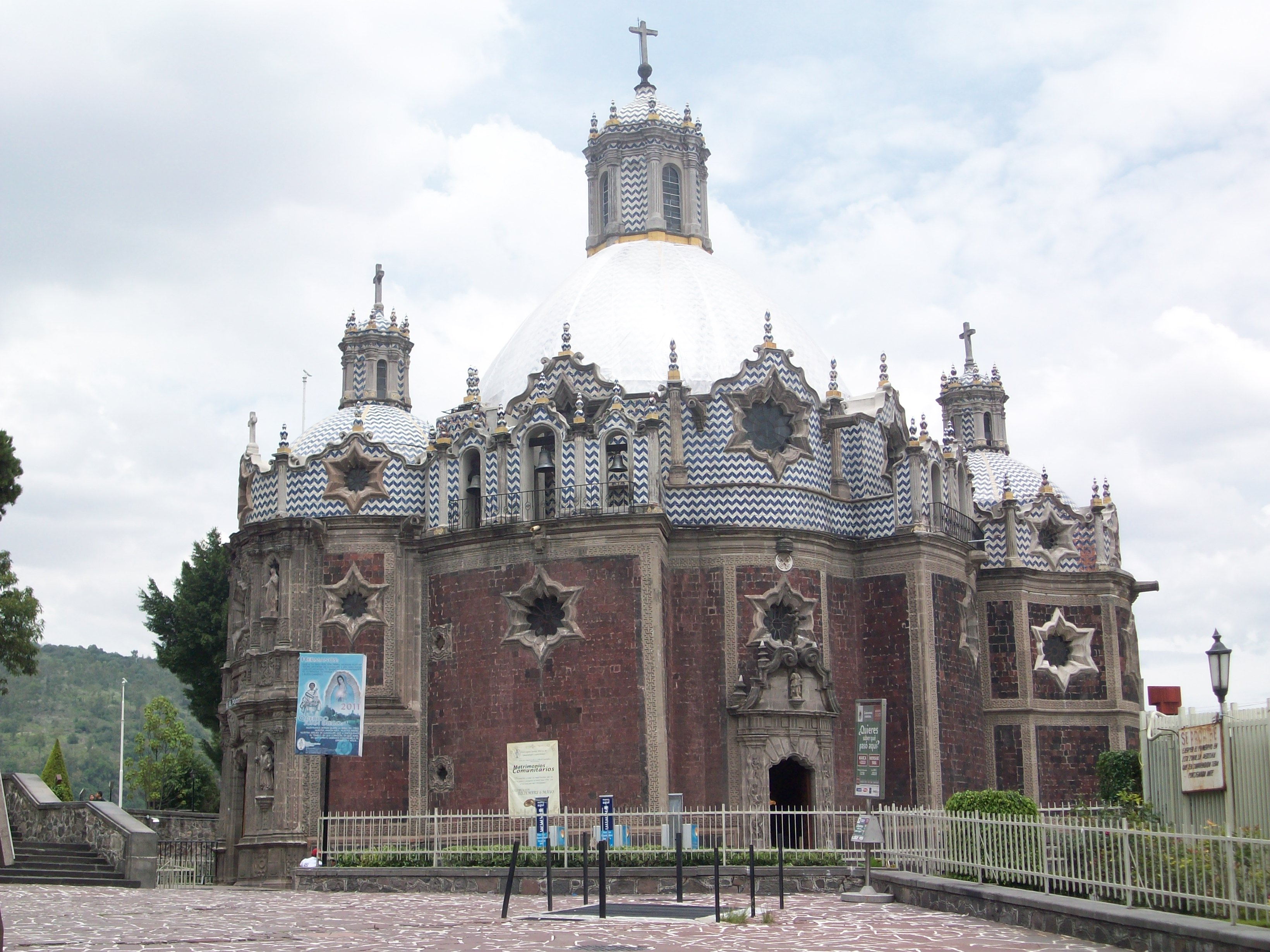
Vue extérieure.
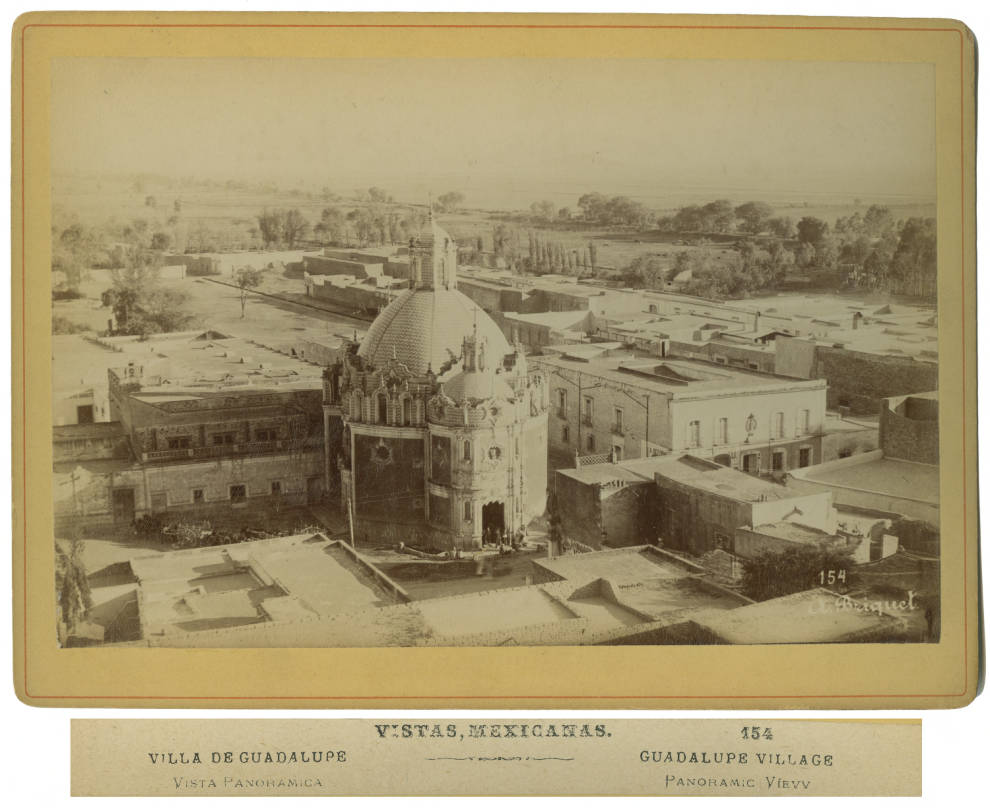
Photo de la chapelle (fin XIXe siècle.
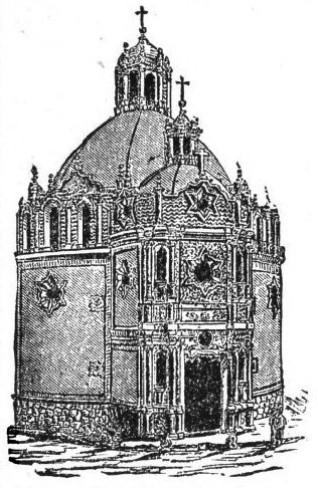
Gravure de la chapelle du petit puits (1888).

### Chapelle du Cerrito

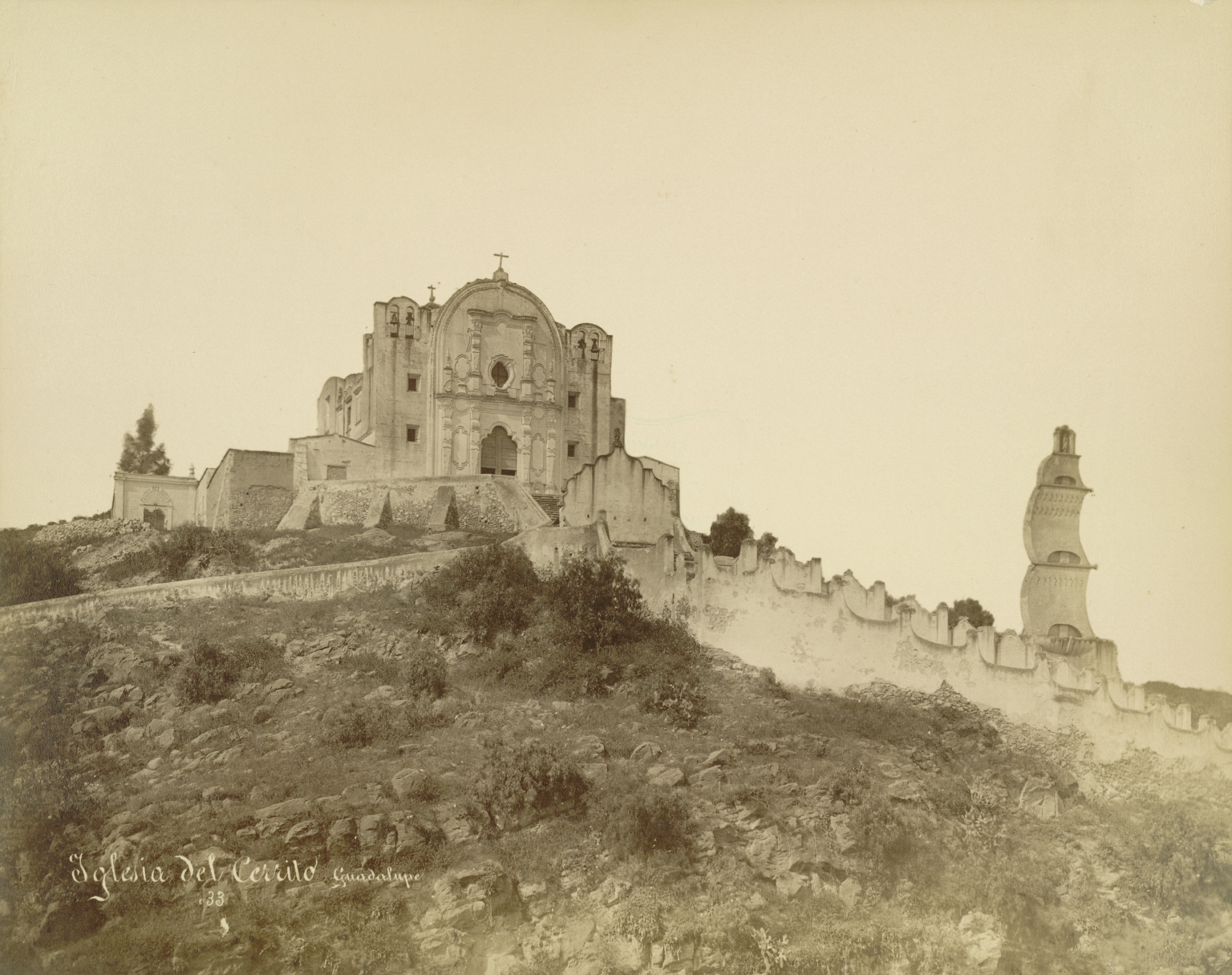
La chapelle du Cerrito, fin XIXe siècle.

La « chapelle du Cerrito » ou « el Cerrito del Tepeyac », est une chapelle construite, d'après la tradition, sur le site des apparitions mariales de Notre-Dame de Guadalupe et du miracle des roses,. Cette église n'est pas la première qui a été construite sur le lieu de Tepeyac, car les premiers oratoires et chapelles ont été construits au pied de la colline au XVIe siècle. Ce n'est qu'en 1666 qu'un fidèle, Cristóbal de Aguirre et son épouse Teresa Pelegrina, connus comme étant des marchands vendant du pain, ont fait construire sur leurs économies une petite chapelle dans laquelle ils ont fait placer un retable avec l'image de la Vierge de Guadalupe. Une messe y était célébrée chaque 12 décembre. Le nombre de pèlerins augmentant régulièrement, le père D. José María Montúfar demande en 1748 de faire détruire le petit bâtiment et de faire construire en ce lieu une nouvelle église. Malgré plusieurs restaurations, la chapelle a conservé son style originel.
La chapelle du Cerrito se distingue par une décoration simple. Sur la façade, par exemple, nous trouverons des colonnes de stipe monumentales et l'iconographie de l'ancien Mexique, comme le soleil et la lune; représentants de la cosmogonie pré-hispanique, symboles de dualité.
L'intérieur surprend par la richesse artistique. Les côtés de la nef sont décorés de peintures murales réalisées par Fernando Leal en 1950 et représentant les apparitions de la Vierge de Guadalupe. La coupole est revêtue de mosaïques vénitiennes représentant la Sainte Trinité. Un retable en marbre présente un tableau de la Vierge de Guadalupe, encadrée par les archanges Michel et Gabriel.

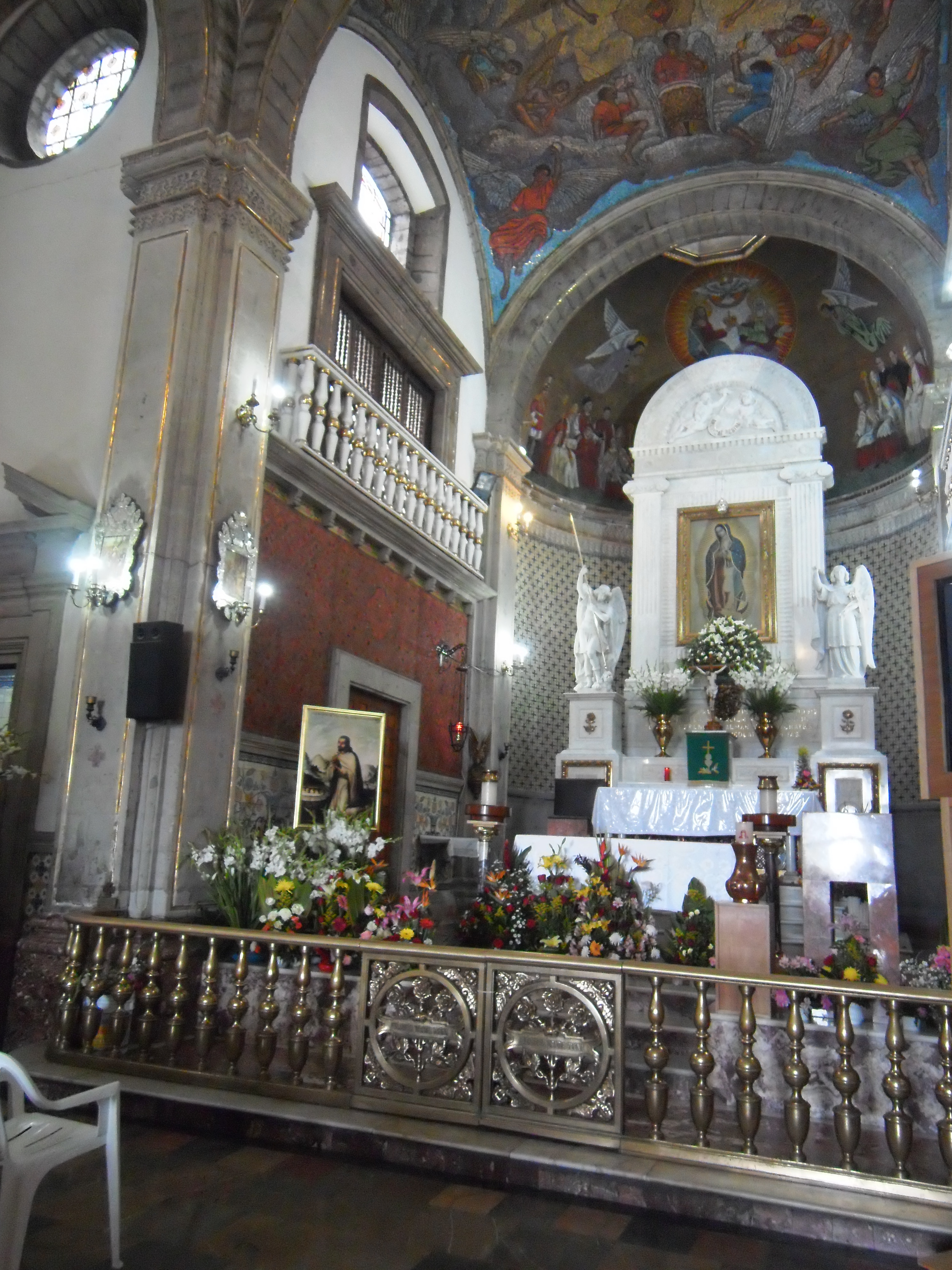
Autel et retable
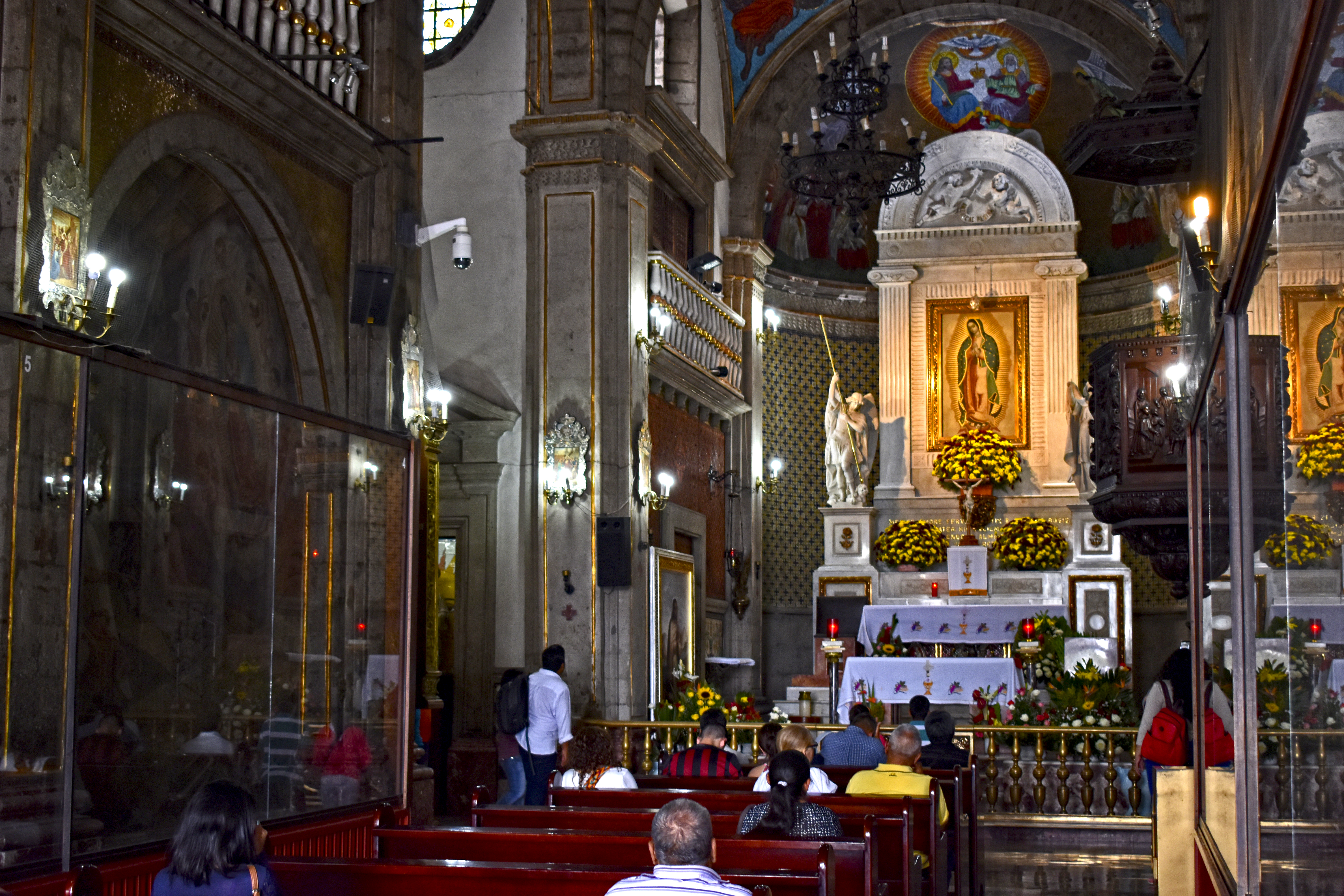
Intérieur de la chapelle
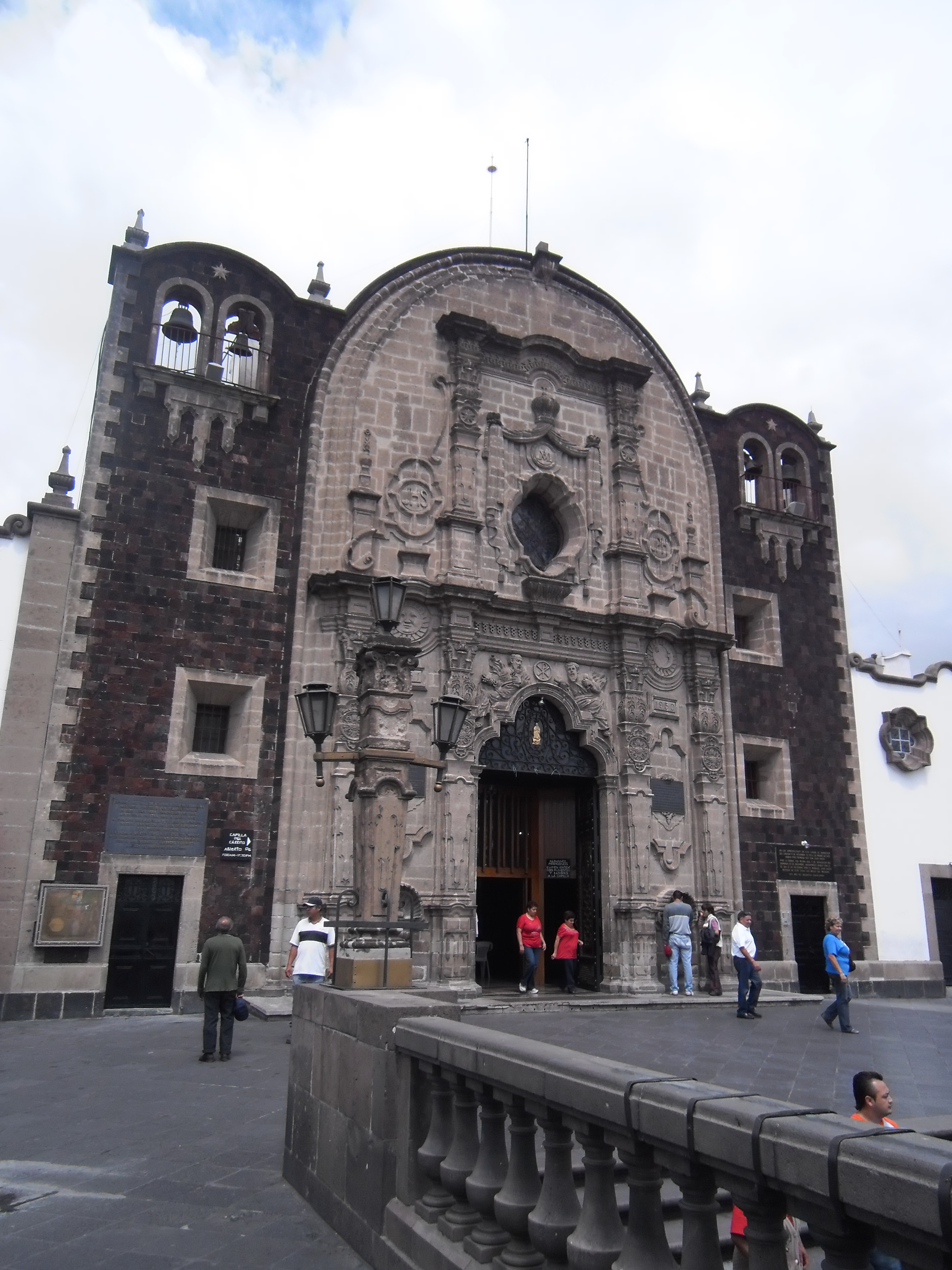
La façade de l'église

### La chapelle des Indiens
Historique

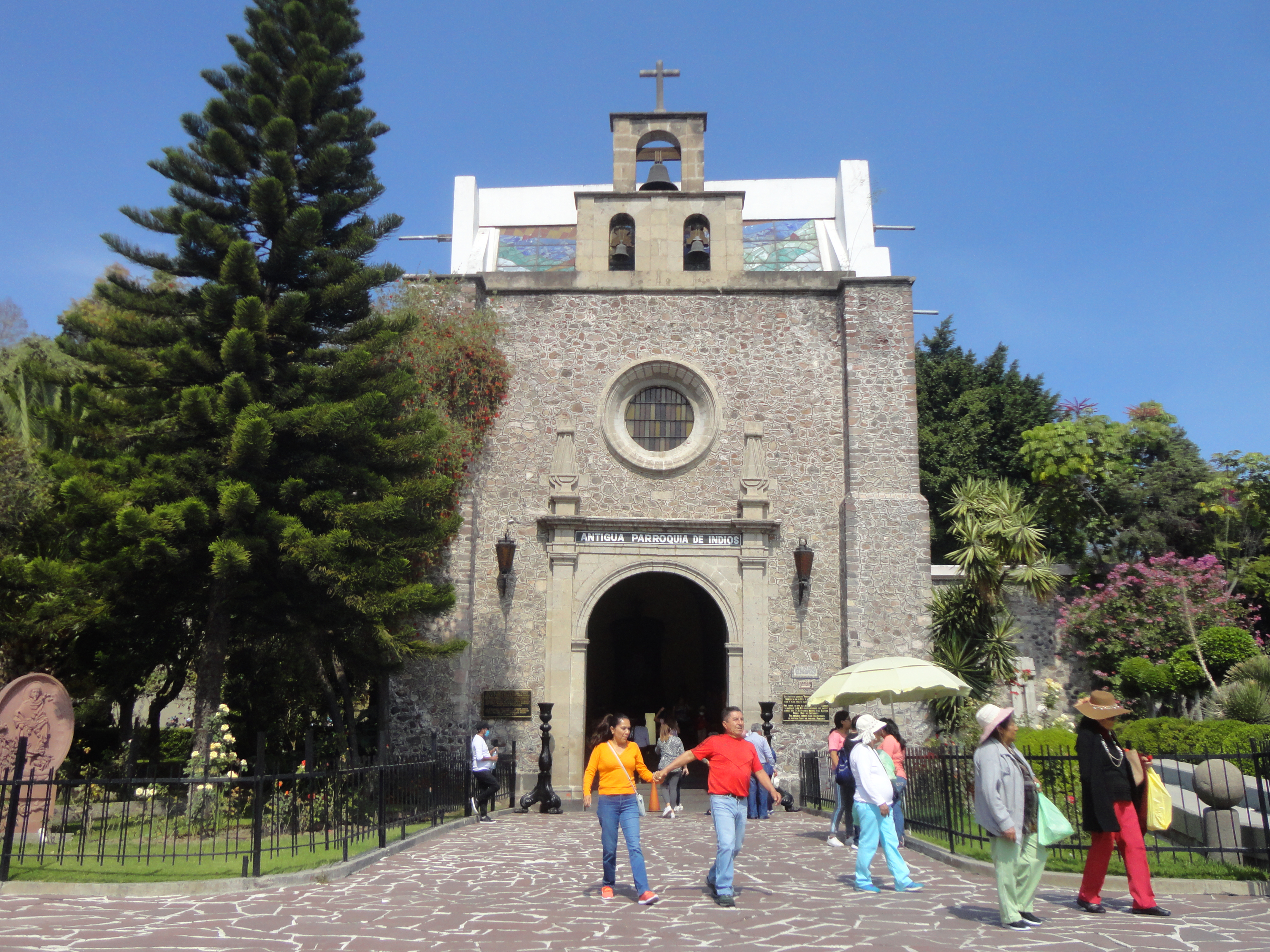
Chapelle des Indiens.

En 1648, le bâtiment existant, vestige des premières constructions et du premier oratoire et ermitage réalisé en 1531, est détruit, une nouvelle église est entièrement reconstruite. Les dernières finitions sont réalisées en 1652. Du milieu du XVIIe siècle jusqu'à la fin du XVIIIe siècle, le bâtiment est appelé « la vieille église », probablement du fait de sa construction sur le lieu des premiers ermitages. En 1678, l'église accueille une confrérie de laïcs indiens dénommée « confrérie de la Vierge de Guadalupe ». En février 1679 une règle et des constitutions sont rédigées pour gérer le fonctionnement de la confrérie. Celle-ci perdurera jusqu'à la fin du XVIIIe siècle.
En 1694, une nouvelle extension de la construction est réalisée, ajoutant 13 mètres de plus, et une décoration avec un plafond à caissons. Cette extension est réalisée afin de permettre à l'église d'accueillir l'image de Notre-Dame de Guadalupe (et la foule des fidèles qui viendraient la voir) durant les travaux de construction de la nouvelle église destinée à recevoir la précieuse relique,.
La translation de la relique se déroule le 30 décembre 1694, et le 30 avril 1709, la nouvelle église étant construite, l'image de la Vierge est à nouveau translatée dans sa nouvelle église. En 1750, le recteur du sanctuaire entreprend la restauration du bâtiment. Une collecte de 1 500 pesos permet de financer l'opération, et le 20 août 1751, une grande procession et une messe solennelle célèbrent la fin des travaux. À l'occasion de ces travaux de rénovation, le recteur organisa des fouilles dans le sous-sol de la sacristie, où selon la tradition, Juan Diego aurait été inhumé. De nombreux corps ont été remontés de ces fouilles, mais aucun signe n'a pu permettre d'identifier la sépulture de Juan Diego. En 1791, avec les travaux entrepris dans l'église collégiale, les services pastoraux sont réorganisés dans le sanctuaire. La majorité des fidèles indigènes sont alors rattachés à cette église. C'est à partir de cette date que l'église prend le nom de « l'ancienne paroisse des Indiens », nom toujours en usage aujourd'hui.
En 1854, le président mexicain Antonio López de Santa Anna fait donner au sanctuaire de Guadalupe, l'étendard de Miguel Hidalgo (qui représente l'image de la Vierge de Guadalupe), et celui-ci est exposé dans l'église des Indiens. L'étendard historique est solennellement translaté dans sa nouvelle église le 12 décembre 1854. Il y restera jusqu'à 1896 où, sur ordre du président Porfirio Díaz, il est installé dans l'église collégiale. Le tremblement de terre de 1957 qui frappe Mexico fait de gros dégâts sur l'église qui est déstabilisée dans sa structure. Face aux risques, les activités pastorales de la paroisse sont déplacées dans la chapelle du couvent des Capucines. En janvier 1997, le curé de la paroisse, le père Armando Colin Cruz débute une opération de restauration de l'église. Les travaux sont terminés le 9 juin 1998 et l'église rouvre ses portes.
Description

La façade est réalisée en tezontle (es). Sur sa façade latérale, nous trouvons une statue de la Vierge Immaculée, statue sculptée dans une carrière située à proximité de l'arbre « Cazahuatl », appelé « Arbre de la Vierge », car cet arbre se trouverait à proximité du lieu de la troisième apparition de la Vierge à Juan Diego. À l'intérieur de l'église, le retable au-dessus de l'autel représente Juan Diego, avec l'image de la Vierge sur sa tilma.
L'église est pourvue de deux portes, dont l'une est surmontée d'un petit campanile équipé de petites cloches. Sur la façade, deux niches étaient pourvues de statues de plusieurs saints, dont bien sûr Juan Diego, Mgr Zumárraga et la Vierge de Guadalupe. Accolée à l'église, la sacristie mesure 7,52 mètres par 6,26. Selon la tradition, cette sacristie est située sur l'emplacement même du premier ermitage construit en 1531. L'inventaire réalisé par l'évêque de Mexico Mgr José Pérez de Lanciego Eguiluz y Mirafuentes (es) en 1721 donne une dimension de l'église de 24,24 mètres par 9,19, et un éclairage par trois fenêtres et une verrière.

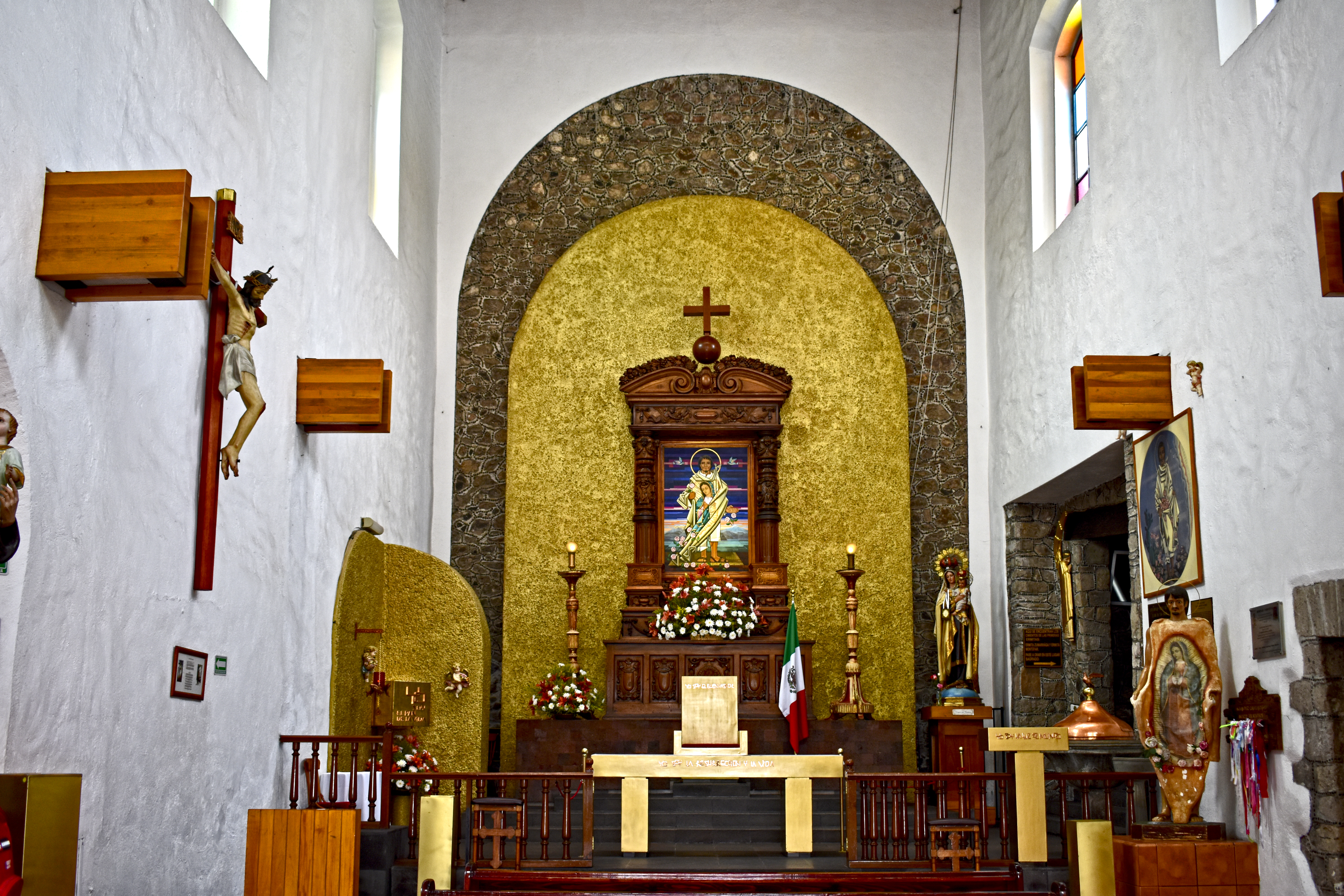
Intérieur de l'église.
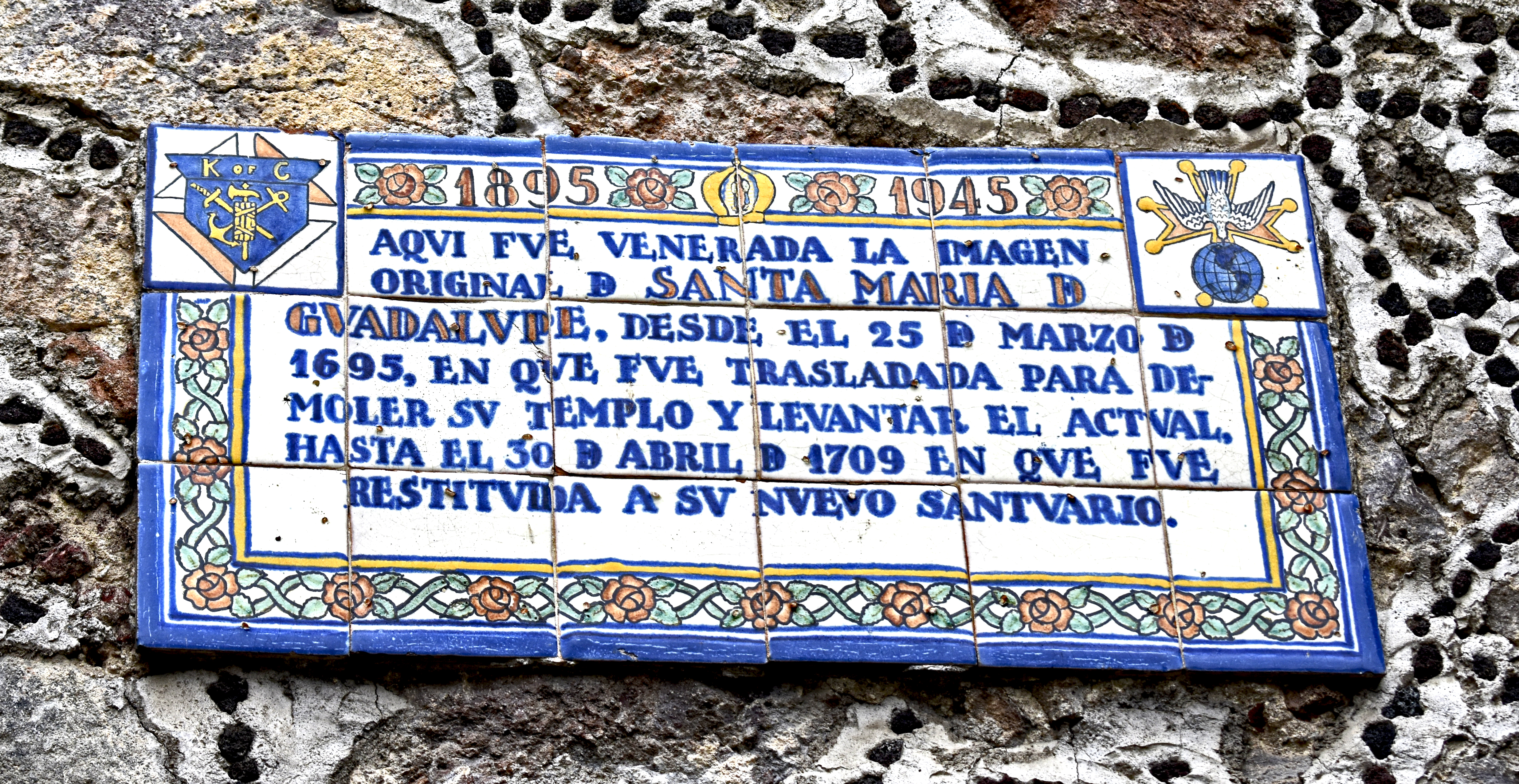
Plaque commémorant la présence de la relique mariale de 1695 à 1709, dans l'église.
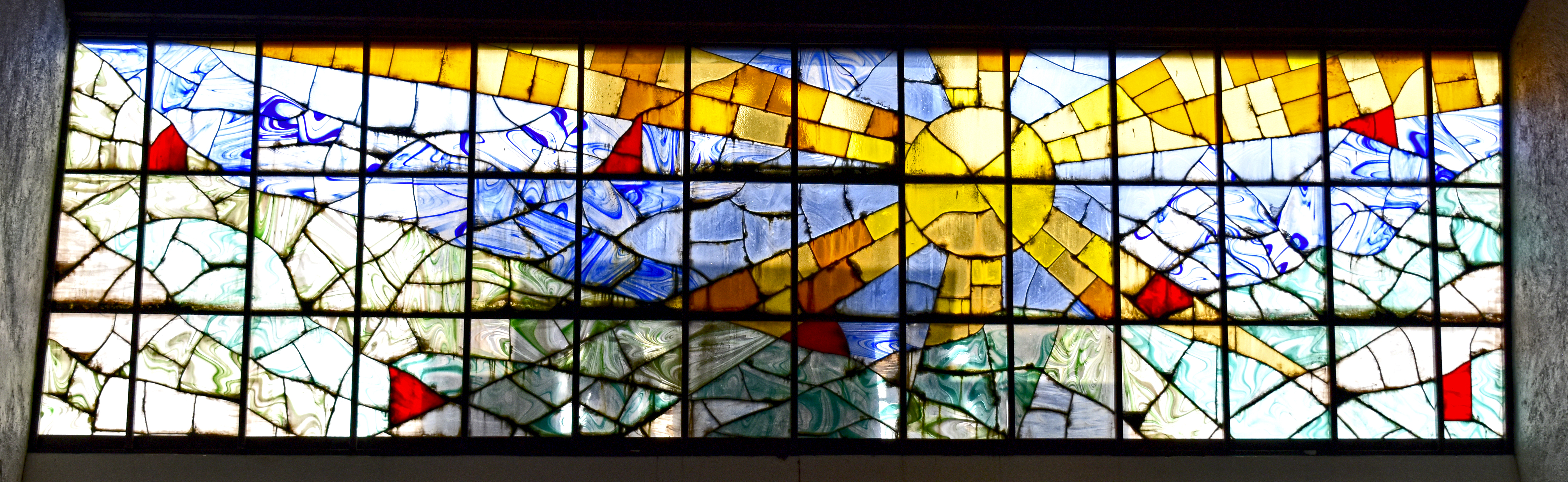
Un des vitraux de l'église.
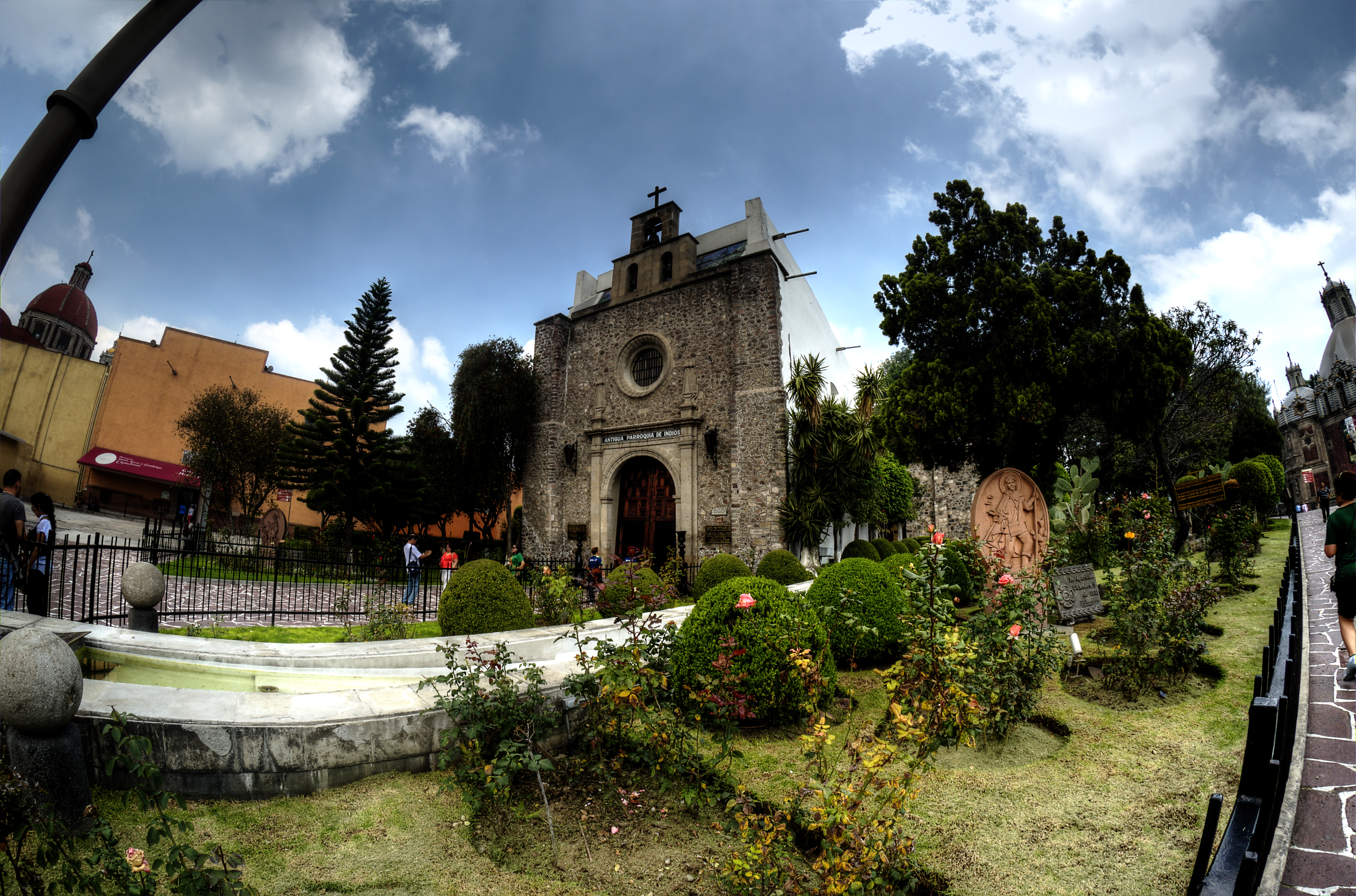
Vue des jardins autour de l'église.

### Musée de la basilique
Le musée de la basilique a été inauguré en 1941 dans l'aile nord de l'ancien couvent des Capucines, à l'arrière du Temple expiatoire du Christ-Roi (l'ancienne basilique). Il abrite une importante collection d'art néo-hispanique composé de près de 5 000 œuvres, réparties sur 15 salles, dont plusieurs sont uniques et irremplaçables, incluant des peintures, sculptures, bijoux, orfèvreries, etc. Il possède des œuvres des peintres les plus importants de la Nouvelle-Espagne, en particulier celles de Cristóbal de Villalpando, Miguel Cabrera, Matías de Arteaga y Alfaro (es), Juan Correa (1646-1716) (es), Juan Cordero, José de Ibarra (es), Sebastián López de Arteaga (es), Nicolás Rodríguez Juárez, Baltazar de Echave Ibía (es) et José de Alcíbar (es),.
Parmi les œuvres exposées dans le musée se trouve toute une collection de « cadeaux » offerts à la Vierge de Guadalupe par des personnalités prestigieuses (les papes Jean XXIII et Benoît XVI, Jacqueline Kennedy, Hugo Chávez, Juan Carlos Ier et son épouse Sophie, ou des moins connus (comme Fermín Espinosa (Armillita) (es)), mais aussi des groupes ou associations comme les « travailleurs de l'industrie métallurgique mexicaine », l'association de Notre-Dame de Guadalupe à Hong Kong, entre autres. Le musée emploie une équipe de restaurateurs d'art pour restaurer et entretenir les différentes pièces de ses collections. En octobre 2018 s'est tenue une exposition temporaire intitulée « cadeaux pour la reine, témoignages d'amour et de foi ». Cette exposition met en valeur une série d’œuvres présentes dans les réserves du musée, œuvres qui ont été restaurées et exposées spécialement dans le cadre de cet événement.
Le vestibule contient plus de 2 000 ex-votos dédiés à la Vierge de Guadalupe et sert également de lieu d'expositions temporaires.
Depuis 2013, le musée de la basilique de Guadalupe participe au programme « La Nuit des musées », ouvrant ses portes chaque mois pour accueillir des concerts d'artistes de musique classique, sacrée, populaire, vernaculaire, contemporaine et ancienne, les chanteurs intervenant seuls, ou accompagnés par des musiciens.

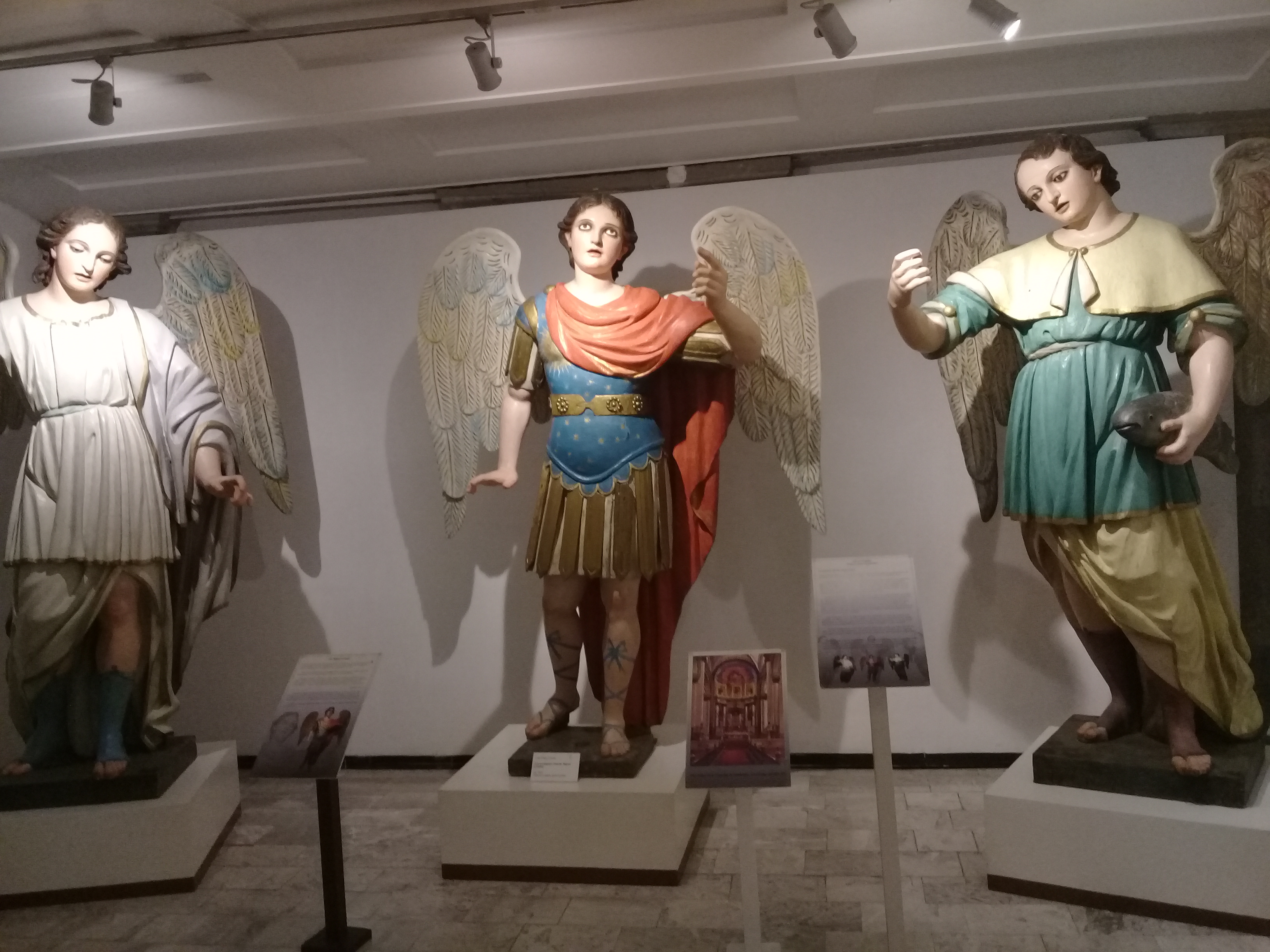
Statues d'anges dans le musée
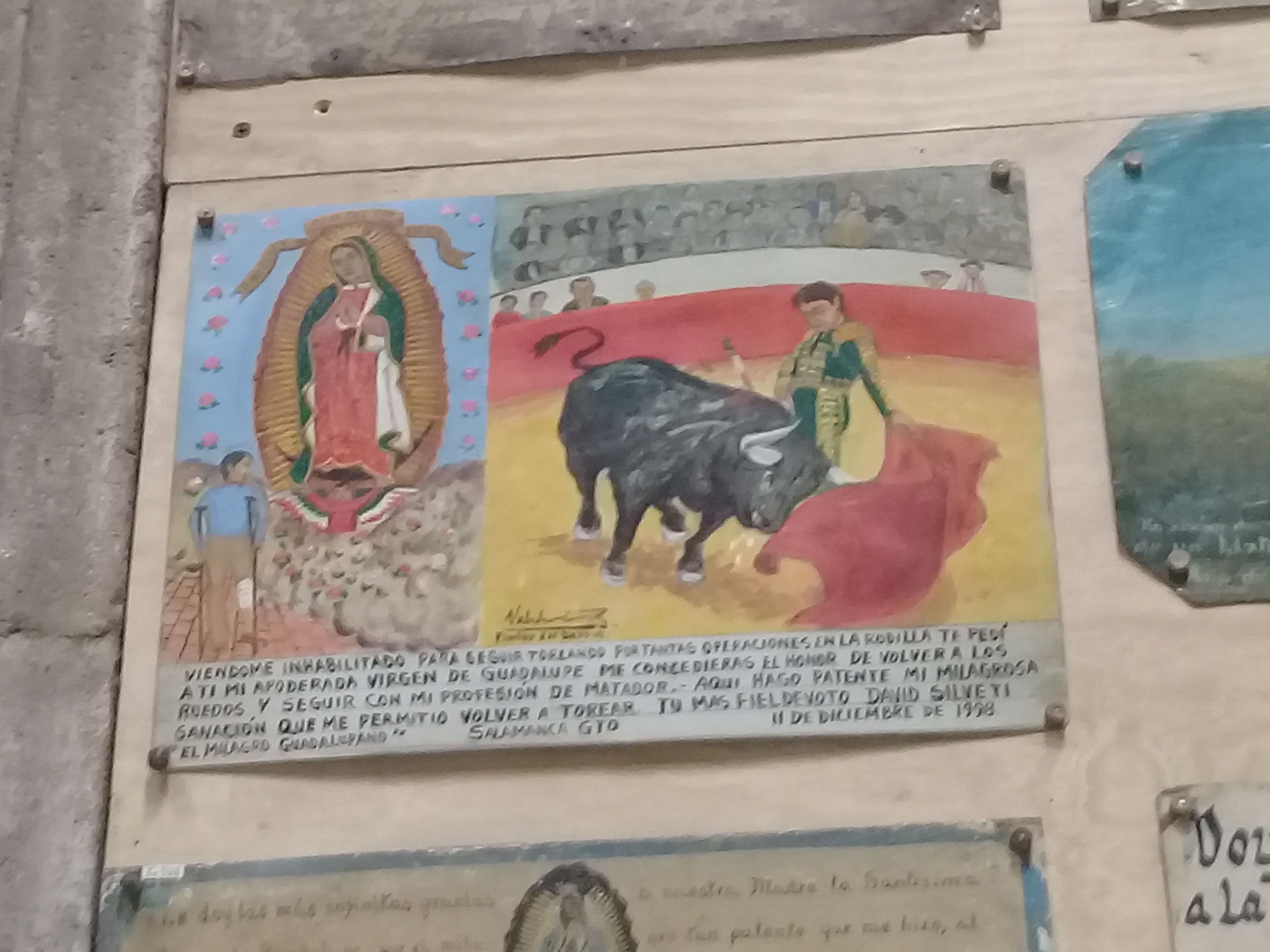
Exemples d'ex-voto présentés dans le musée
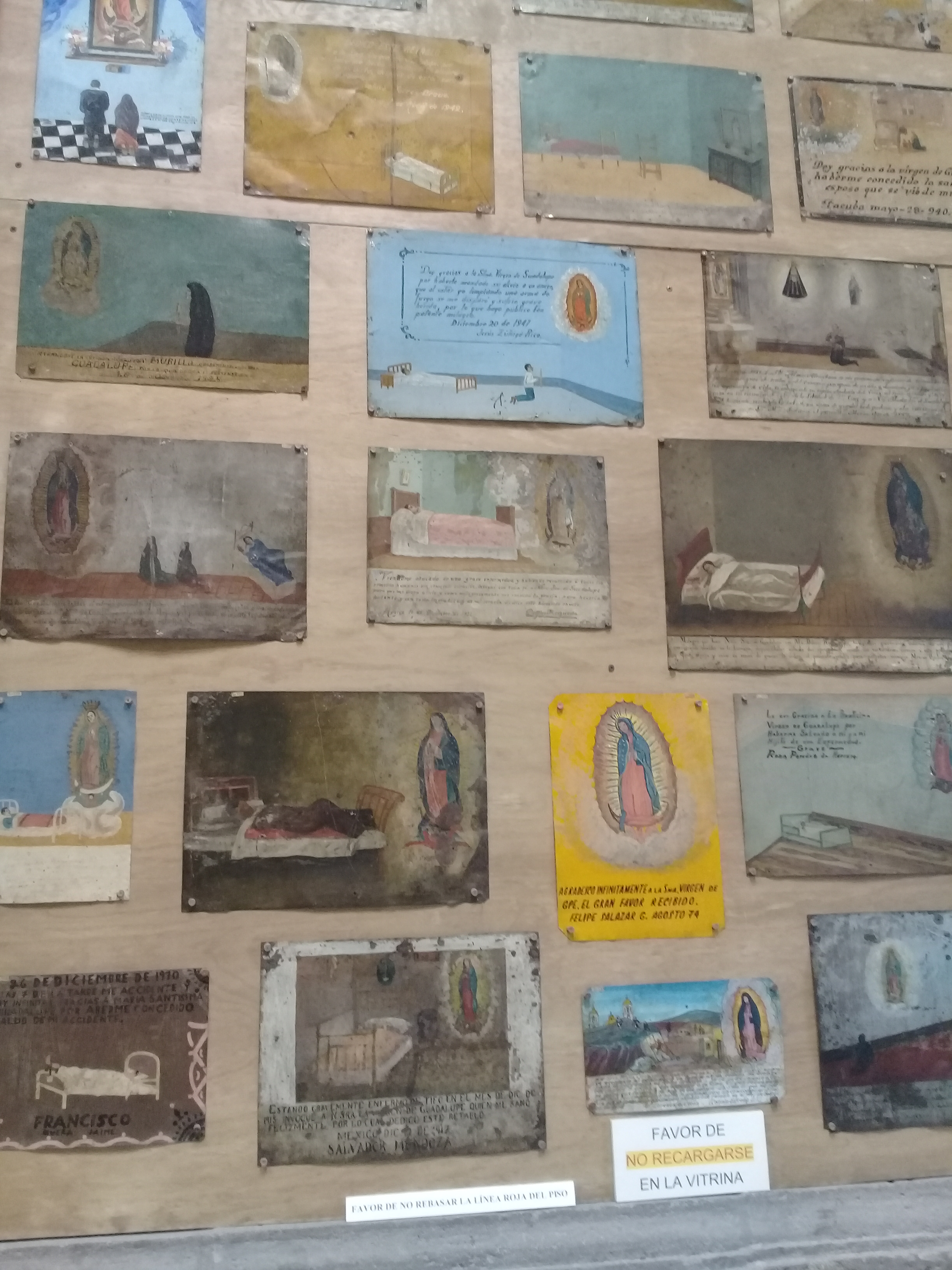
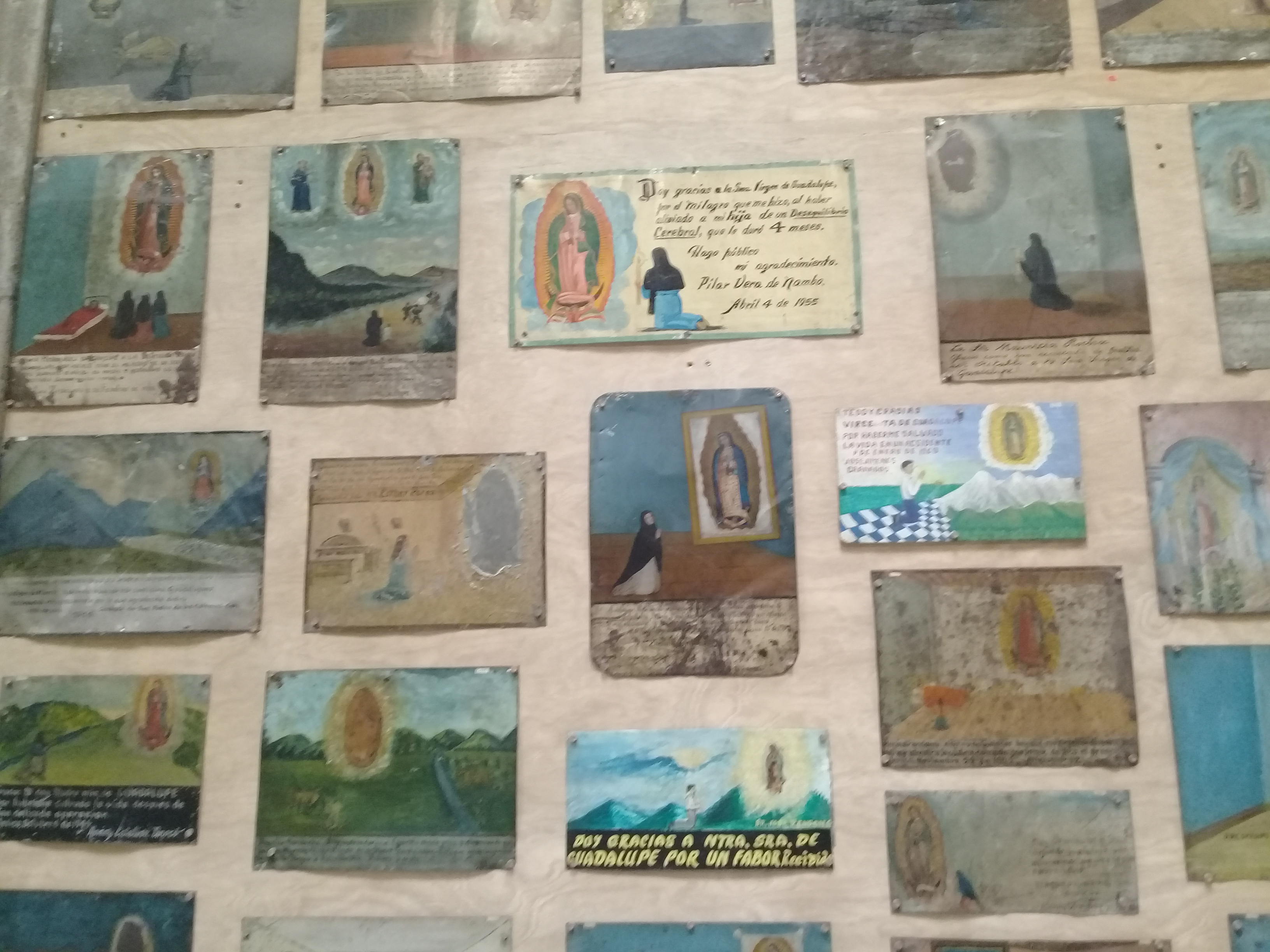
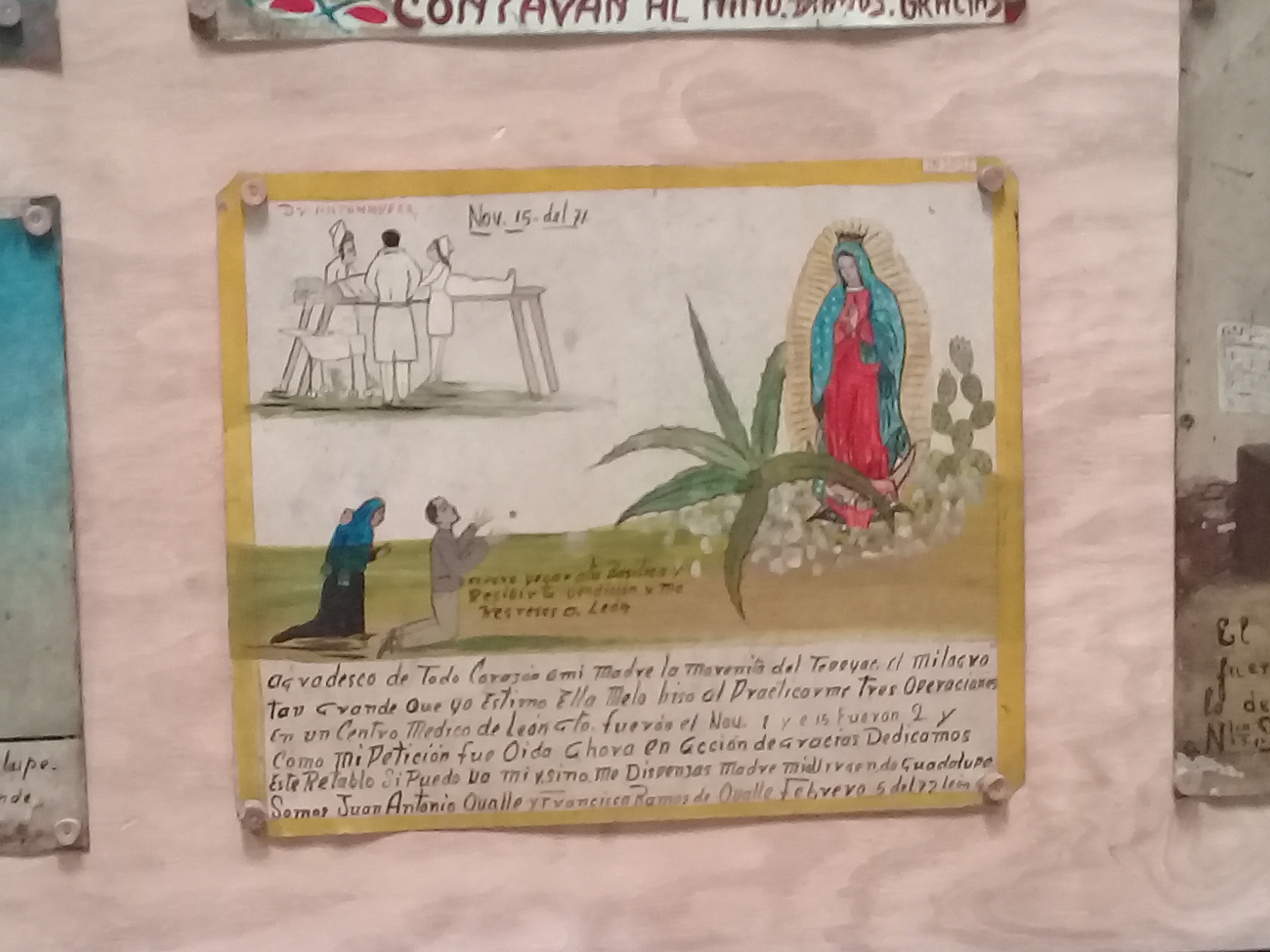

### Autres chapelles

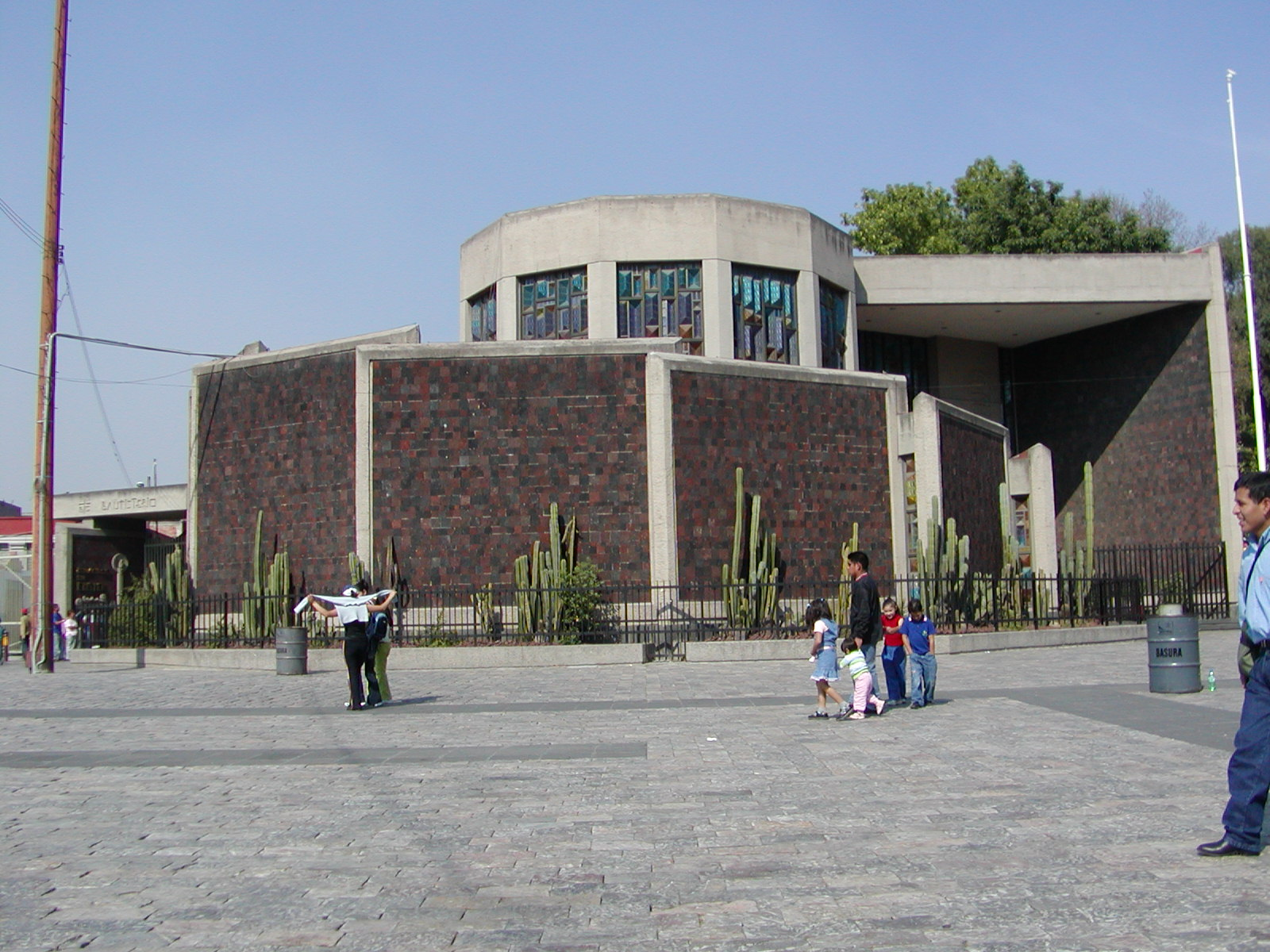
Le baptistère.

Le sanctuaire intègre d'autres constructions comme :
- le baptistère, qui dépend de la paroisse des capucines ;
- la chapelle des vœux (capilla de juramentos), qui dépend de la paroisse des capucines ;
- la chapelle des bénédictions (capilla de benedictiones) ;
- la chapelle Saint-Juan-Diego.

## Visites
L'institution propose de nombreux services, notamment des visites guidées, qui accompagnent depuis des années les pèlerins et visiteurs pour leur dévoiler l'histoire des apparitions mariales de Notre-Dame de Guadalupe. Au cours de la visite, chacune des apparitions est racontée en visitant les églises qui composent le sanctuaire : la nouvelle basilique, à l'architecture moderne, avec à l'intérieur la tilma de Juan Diego, mais aussi la « vielle basilique », le couvent des Capucines, l'ancienne paroisse des Indiens ou la chapelle du pocito, et bien sûr, le musée de la basilique. Les guides spécialisés font ainsi découvrir aux pèlerins les trésors architecturaux et artistiques des différents lieux.

## Source
- (es) Cet article est partiellement ou en totalité issu de l’article de Wikipédia en espagnol intitulé « Basílica de Santa María de Guadalupe » (voir la liste des auteurs).

### Note
1. ↑  Source qui serait apparue lors de la visite de Juan Diego avec l'évêque sur le lieu des apparitions mariales.
2. 1 2  À noter que de nombreux chroniqueurs et même des historiens réputés (comme Jacques Lafaye, voir Lafaye 1974, p. 363-366) indiquent la construction de « basiliques » dès le XVIe siècle, ce qui est un abus de langage car : le titre de basilique est décerné à une église (déjà construite) par le pape. Et cela n'est survenu qu'au début du XXe siècle, pour l'église principale du sanctuaire. Les autres constructions (antérieures) ne méritant pas ce titre.
3. ↑  Cette « nouvelle église » construite à la fin du XVIIe siècle est aujourd'hui appelée la Vieille Basilique ou le Temple expiatoire du Christ-Roi.
4. ↑  Cet étendard est un symbole de volonté d'indépendance du Mexique, et de cette première tentative de révolte contre l'autorité espagnole.
5. ↑  Le tezontle (es) est une roche rouge d'origine volcanique.